# Liste der Biografien/Kat
Liste der Biografien |
Portal Biografien |
Personensuche
# |
A |
B |
C |
D |
E |
F |
G |
H |
I |
J |
K |
L |
M |
N |
O |
P |
Q |
R |
S |
T |
U |
V |
W |
X |
Y |
Z |
?
 
Ka |
Kb |
Kc |
Kd |
Ke |
Kf |
Kg |
Kh |
Ki |
Kj |
Kl |
Km |
Kn |
Ko |
Kp |
Kr |
Ks |
Kt |
Ku |
Kv |
Kw |
Ky |
Kx |
Kz
 
Kaa–Kag |
Kah |
Kai |
Kaj |
Kak |
Kal |
Kam |
Kan |
Kao |
Kap |
Kar |
Kas |
Kat |
Kau |
Kav |
Kaw |
Kay |
Kaz
Die Liste der Biografien führt alle Personen auf, die in der deutschsprachigen Wikipedia einen Artikel haben. Dieses ist eine Teilliste mit 916 Einträgen von Personen, deren Namen mit den Buchstaben „Kat“ beginnt.

## Kat
- Kat (* 1989), deutsche Musikerin (Gesang, Songwriting)
- Kat Von D (* 1982), US-amerikanische Tattookünstlerin und FernsehdarstellerinKat Von D (* 1982)

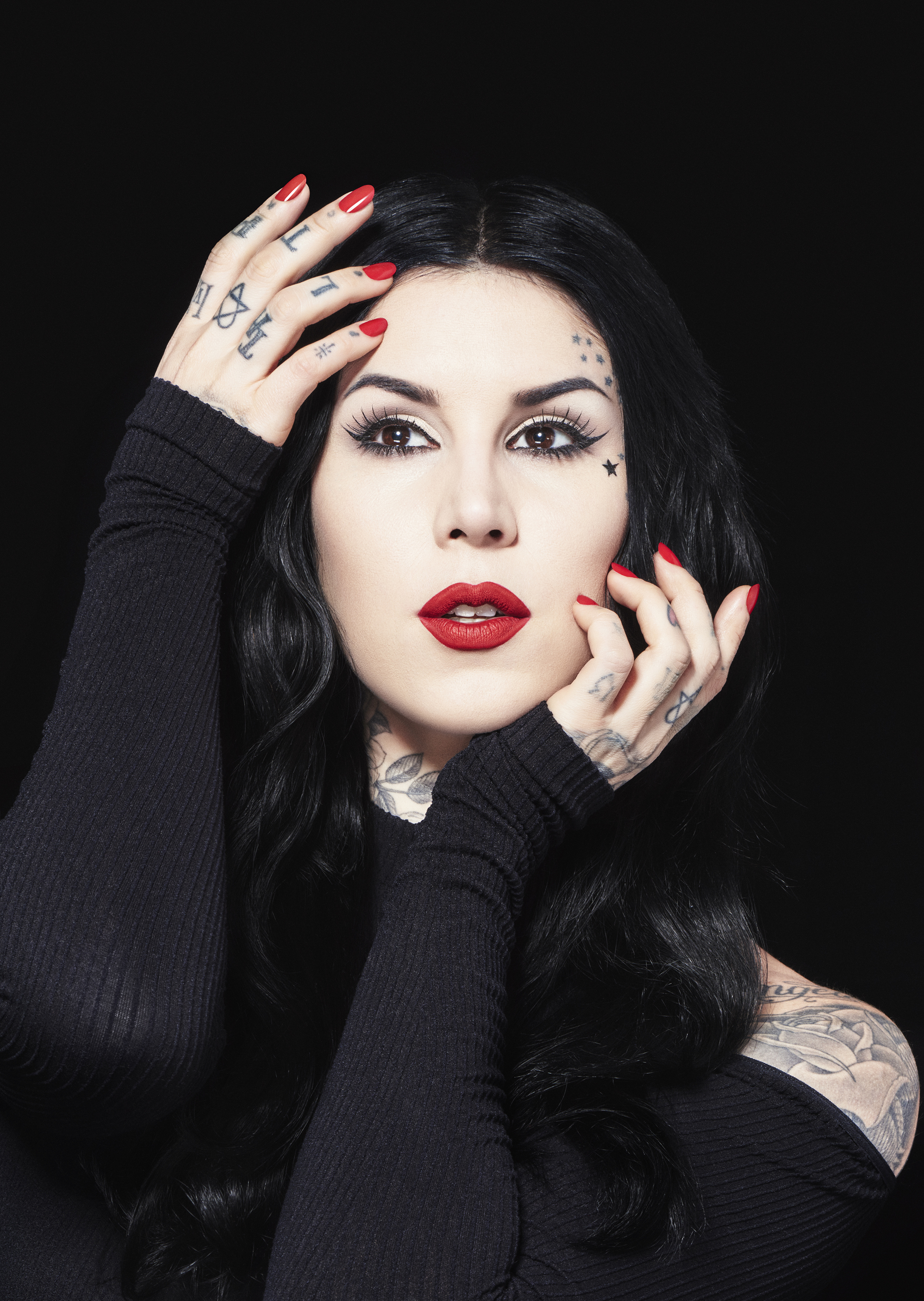
Kat Von D (* 1982)

- Kat, Hidde Dirks (1747–1824), niederländischer Kapitän
- Kat, Wam (* 1956), niederländischer Koch und Autor

### Kata
- Kata, Kéké (* 1951), ivorischer Politiker
- Kata, Mihály (* 2002), ungarischer Fußballspieler
- Katabi, Dina (* 1971), syrische Informatikerin
- Katabira, Tomoyuki (* 1993), japanischer Fußballspieler
- Katafuchi, Kōichirō (* 1975), japanischer Fußballspieler
- Katagami, Noboru (1884–1928), japanischer Literaturkritiker
- Katagami-Theis, Masako (* 1948), japanische Unternehmerin sowie Betreiberin von Altenwohnheimen und Pflegeeinrichtungen
- Katagas, Anthony (* 1971), US-amerikanischer Filmproduzent mit griechischen Wurzeln
- Katagiri, Atsushi (* 1983), japanischer Fußballspieler
- Katagiri, Hiromi (* 1973), japanische Fußballspielerin
- Katagiri, Hitomi (* 1958), japanische Opernsängerin der Stimmlagen Alt und Mezzosopran
- Katagiri, Katsumoto (1556–1615), japanischer Feldherr
- Katai, Takumi (* 1995), japanischer Fußballspieler
- Katainen, Elsi (* 1966), finnische Landwirtin, Lehrerin und Politikerin, Mitglied des Reichstags, MdEP
- Katainen, Jyrki (* 1971), finnischer Politiker, Mitglied des Reichstags
- Kataishi, Kanetoshi, japanischer Badmintonspieler
- Kataja, Erkki (1924–1969), finnischer Leichtathlet
- Katajew, Iwan Iwanowitsch (1902–1937), russischer Prosaschriftsteller
- Katajew, Jewgeni Petrowitsch (1903–1942), russisch-sowjetischer Schriftsteller
- Katajew, Walentin Petrowitsch (1897–1986), sowjetischer Dramatiker und RomancierWalentin Petrowitsch Katajew (1897–1986)

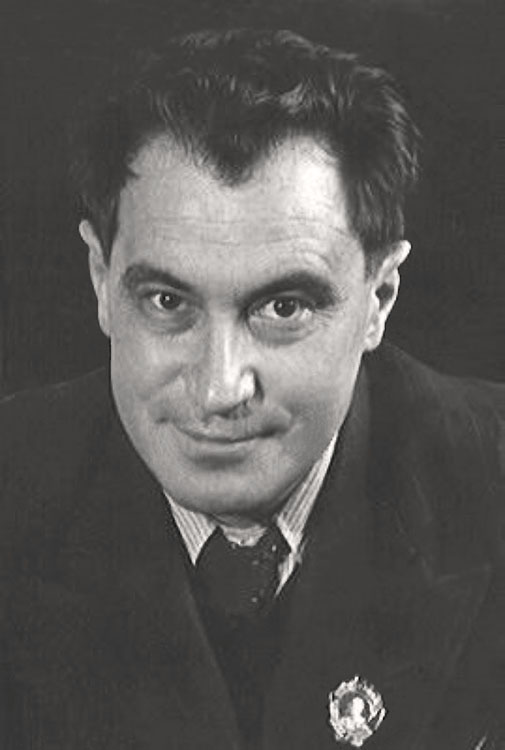
Walentin Petrowitsch Katajew (1897–1986)

- Kataka Luvete, Janvier (* 1947), kongolesischer Geistlicher, römisch-katholischer Bischof von Wamba
- Katakura, Seiya (* 1998), japanischer Fußballspieler
- Katakwe, Alex (* 1974), sambischer Politiker (UPND), Mitglied der Nationalversammlung
- Katali, Isak (* 1958), namibischer Politiker und ehemaliger Minister
- Katali, Loy (* 1975), ugandische Politikerin (NRM)
- Kataliko, Emmanuel (1932–2000), kongolesischer Geistlicher und römisch-katholischer Erzbischof von Bukavu
- Katalinić, Ivan (* 1957), kroatischer Fußballspieler und -trainer
- Katalinski, Josip (1948–2011), jugoslawischer Fußballspieler
- Katamanda, Miriam (* 1991), sambische Fußballspielerin
- Katambo, Micheal Zondani Jay (* 1969), sambischer Politiker
- Katamelo, Phillipus (* 1974), namibischer Politiker
- Katan, Yaniv (* 1981), israelischer Fußballspieler
- Katana, Randy (* 1965), niederländischer DJ und Produzent
- Katanandow, Sergei Leonidowitsch (* 1955), russischer Politiker und Oberhaupt eines Föderationssubjekts in Russland
- Katanec, Srečko (* 1963), jugoslawischer und slowenischer Fußballspieler und -trainerSrečko Katanec (* 1963)

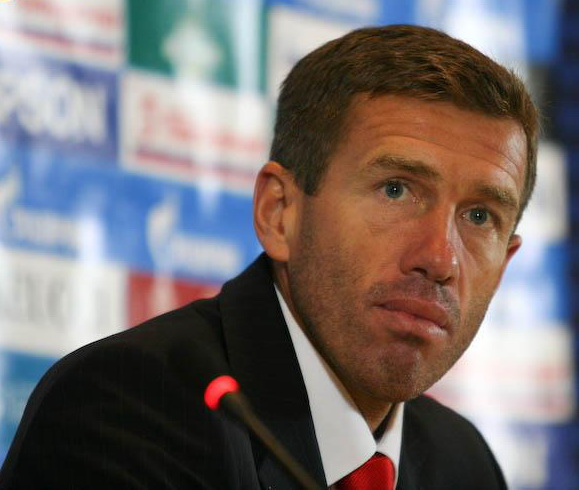
Srečko Katanec (* 1963)

- Katanga, Germain (* 1978), kongolesischer Anführer der Forces de Résistance Patriotique d’Ituri (FRPI)
- Katano, Hiromichi (* 1982), japanischer Fußballspieler
- Katanosaka, Tomohiro (* 1971), japanischer Fußballspieler
- Katanow, Nikolai Fjodorowitsch (1862–1922), russischer Ethnograph, Linguist und Turkologe sagai-türkischer Herkunft
- Kataoka, Chiezō (1903–1983), japanischer Theater- und Filmschauspieler
- Kataoka, Kazunori (* 1950), japanischer Chemiker
- Kataoka, Kenkichi (1844–1903), japanischer Samurai und Politiker
- Kataoka, Kōji (* 1977), japanischer Fußballspieler
- Kataoka, Mami (* 1965), japanische Kuratorin und Hochschullehrerin
- Kataoka, Naoharu (1859–1934), japanischer Politiker und Wirtschaftsmanager, Minister
- Kataoka, Shichirō (1854–1920), japanischer Admiral
- Kataoka, Sō (* 1992), japanischer Fußballspieler
- Kataoka, Tamako (1905–2008), japanische Malerin
- Kataoka, Teppei (1894–1944), japanischer Schriftsteller
- Kataoka, Yōsuke (* 1982), japanischer Fußballspieler
- Katapodis, Nikolaos (* 1925), griechischer Diplomat
- Katar Moreira, Joacine (* 1982), portugiesische Politikerin aus Guinea Bissau
- Katardžiev, Ivan (1926–2018), jugoslawischer bzw. mazedonischer Historiker und Bibliotheksleiter
- Katari, Tomás († 1781), Führer eines Indianeraufstands 1780 in Peru
- Kataria, Nisha (* 1986), US-amerikanische Sängerin
- Katarina Karlsdotter († 1450), Königin von Schweden und Norwegen
- Katarina Sunesdotter († 1252), schwedische Königin
- Katarina, Anna (* 1960), Schweizer SchauspielerinAnna Katarina (* 1960)

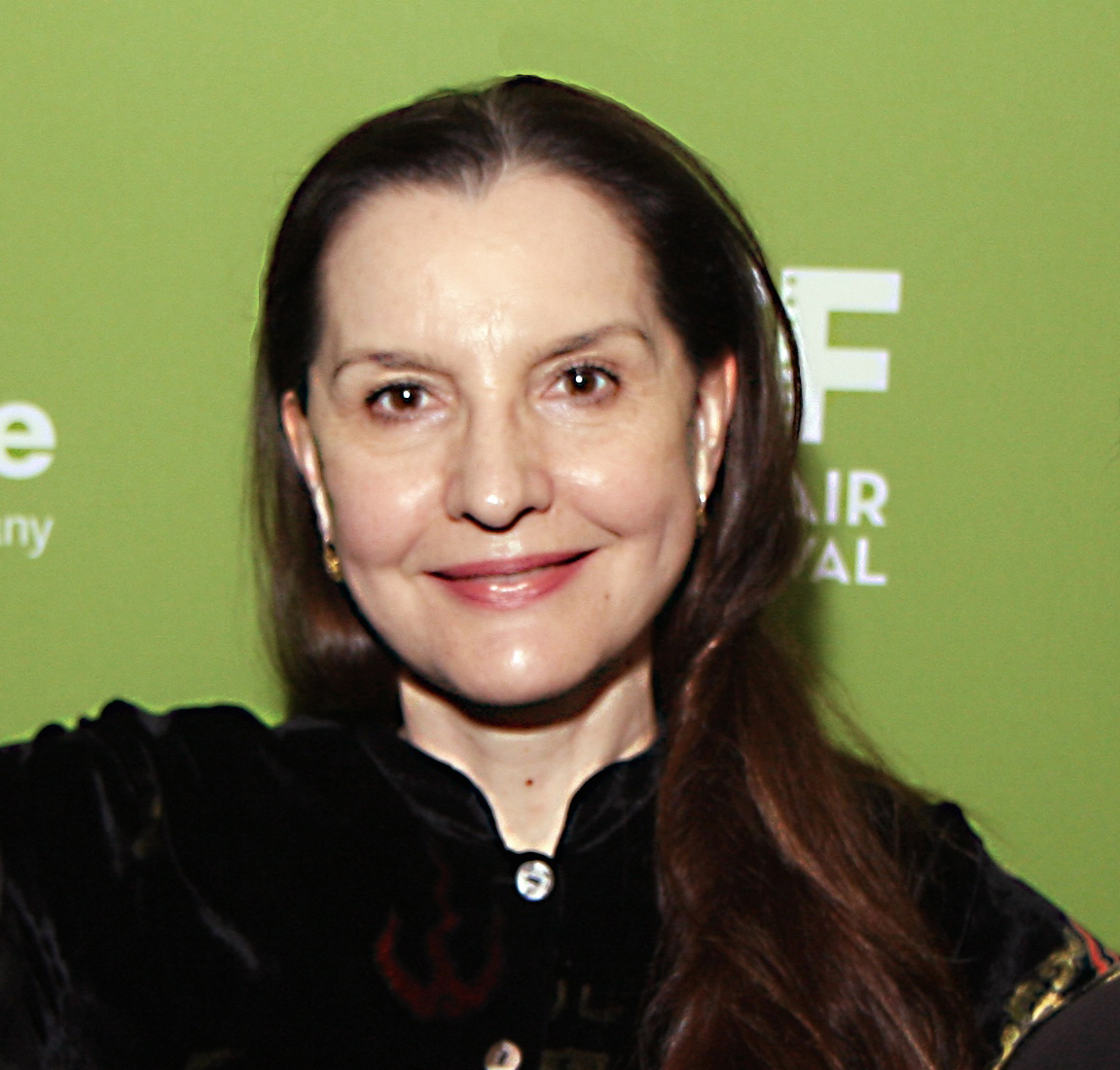
Anna Katarina (* 1960)

- Katarina, Olivera (* 1940), jugoslawisch-serbische Schauspielerin und Sängerin
- Katarzynski, Raymond (1935–2015), französischer Musiker (Posaune) und Musikpädagoge
- Katase, Kazuo (1947–2024), japanischer Künstler
- Katatni, Saad al- (* 1952), ägyptischer Politiker
- Katavolos, William (1924–2020), US-amerikanischer Architekt, Städteplaner und Möbeldesigner
- Katāy Dōn Sasōrit (1904–1959), laotischer Politiker in der Unabhängigkeitsbewegung und Minister in mehreren Kabinetten (bis 1958)
- Katayama Tetsu (1887–1978), japanischer Premierminister
- Katayama, Eiichi (* 1991), japanischer Fußballspieler
- Katayama, Hiroaki (1951–2018), japanischer Jazzmusiker
- Katayama, Hiroko (1878–1957), japanische Lyrikerin und Übersetzerin
- Katayama, Hiroshi (* 1940), japanischer Fußballspieler
- Katayama, Kyōichi (* 1959), japanischer Schriftsteller
- Katayama, Mari (* 1987), japanische Künstlerin
- Katayama, Masao (1877–1961), japanischer Physikochemiker
- Katayama, Masato (* 1984), japanischer Fußballspieler
- Katayama, Nampū (1887–1980), japanischer Maler
- Katayama, Raibu (* 1995), japanischer Snowboarder
- Katayama, Sen (1859–1933), japanischer Marxist und Journalist
- Katayama, Shingo (* 1973), japanischer Golfsportler
- Katayama, Shōsuke (* 1983), japanischer Fußballspieler
- Katayama, Takazumi (* 1951), japanischer Motorradrennfahrer
- Katayama, Takuya (* 1972), japanischer Badmintonspieler
- Katayama, Tōkuma (1854–1917), japanischer Architekt
- Katayama, Toranosuke (* 1935), japanischer Politiker
- Katayama, Toshikazu (* 1913), japanischer Eiskunstläufer
- Katayama, Ukyō (* 1963), japanischer Formel-1-RennfahrerUkyō Katayama (* 1963)

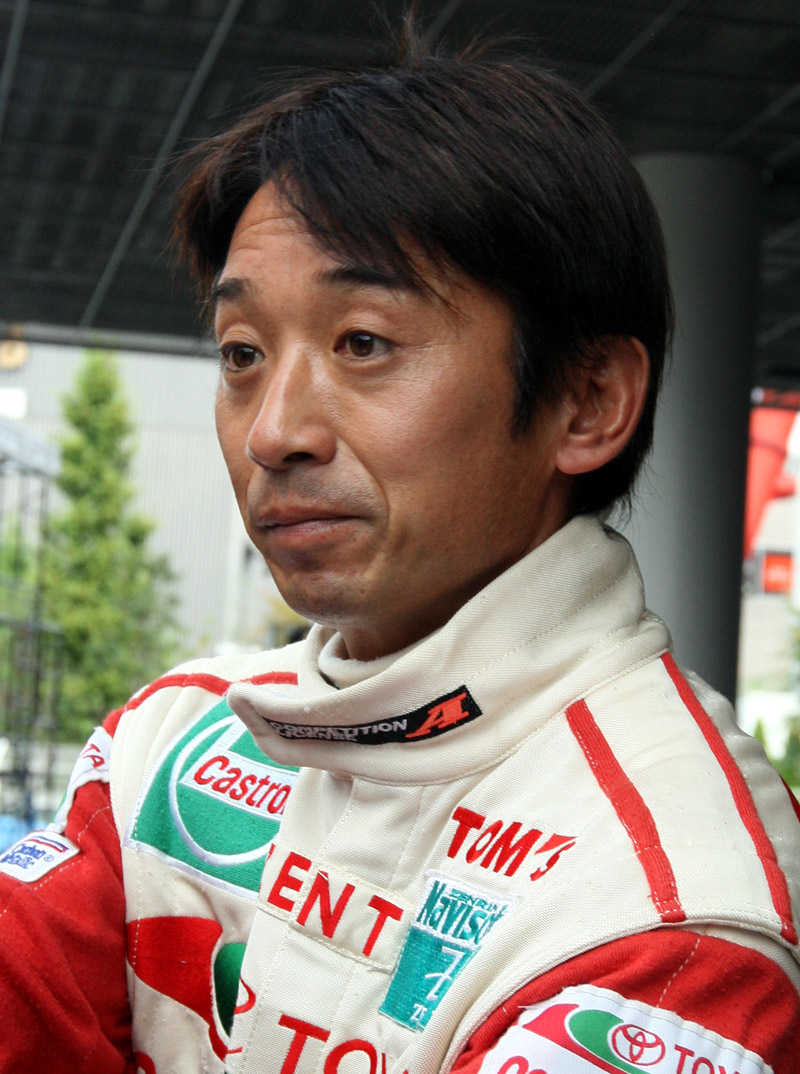
Ukyō Katayama (* 1963)

- Katayama, Yoshihiro (* 1951), japanischer Politiker
- Katayama, Yoshimi (1940–2016), japanischer Motorrad- und Autorennfahrer

### Katc
- Katch, Kurt (1893–1958), russisch-polnisch-amerikanischer Schauspieler
- Katche, Maksimas (1879–1933), deutsch-baltischer Generalleutnant und Teilnehmer an den litauischen Unabhängigkeitskämpfen (1918–1920)
- Katché, Manu (* 1958), französischer Schlagzeuger
- Katchen, Julius (1926–1969), US-amerikanischer Pianist
- Katcher, Leo (1911–1991), US-amerikanischer Journalist, Drehbuchautor und Schriftsteller
- Katchor, Ben (* 1951), US-amerikanischer Comic-Zeichner
- Katchouk, Boris (* 1998), kanadischer Eishockeyspieler

### Kate
- Kate, Anissa (* 1987), französische Pornodarstellerin mit arabischen WurzelnAnissa Kate (* 1987)

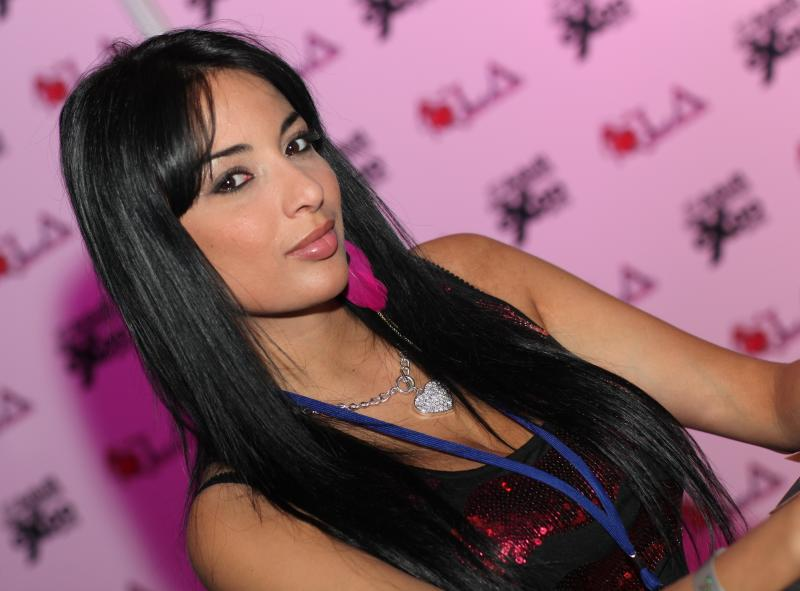
Anissa Kate (* 1987)

- Kate, Aubrey (* 1990), amerikanische transgender Pornodarstellerin
- Káté, Gyula (* 1982), ungarischer Boxer
- Kate, Lauren (* 1981), US-amerikanische Autorin
- Kate, Leah (* 1992), US-amerikanische Sängerin
- Kate, Marti ten (* 1958), niederländischer Langstreckenläufer
- Kateab, Waad al- (* 1991), syrische Dokumentarfilmerin
- Kateb, Reda (* 1977), französischer Schauspieler
- Kateb, Yacine (1929–1989), algerischer Schriftsteller
- Kategaya, Eriya (1945–2013), ugandischer Politiker
- Kateka, James L. (* 1945), tansanischer Jurist, Richter am Internationalen Seegerichtshofs
- Kätelhön, Hermann (1884–1940), deutscher Maler, Zeichner und Komponist
- Katelynas, Martynas (* 1995), litauischer Politiker
- Katemann, Harald (* 1972), deutscher Fußballspieler und Fußballtrainer
- Katemann, Jens (* 1974), deutscher Motorjournalist und Chefredakteur der auto motor und sport
- Katende, Kennedy (* 1985), schwedischer Boxer
- Katenhusen, Ines (* 1966), deutsche Historikerin, Autorin und Herausgeberin zu Kommunalwissenschaft und europäischer Integration
- Kater, Bernd (* 1962), deutscher Basketballspieler
- Kater, Fritz (1861–1945), deutscher Anarchosyndikalist
- Kater, Helmut (1927–2012), deutscher Politiker (SPD), MdB, MdEP
- Kater, Henry (1777–1835), britischer Physiker
- Käter, Jan (* 1937), deutscher Motorrad-Bahnrennfahrer
- Kater, Klaus (* 1948), deutscher Handballspieler
- Kater, Kristian (* 1983), deutscher Betriebswirt und Politiker (SPD)
- Kater, Michael H. (* 1937), kanadischer Historiker
- Kater, Peter (* 1958), US-amerikanischer New-Age-Musiker
- Kater, Thomas (* 1966), deutscher Philosoph
- Kater, Toni (* 1977), deutsche Sängerin und Musikerin
- Katerbau, Dagmar (* 1938), deutsche Tischtennisspielerin und Volleyball-Trainerin
- Katerberg, Mauritz Philipp (1733–1815), Reformierter Prediger, Oberkirchenrat
- Katergiannakis, Fanis (* 1974), griechischer Fußballspieler
- Katerine, Philippe (* 1968), französischer Schauspieler und SängerPhilippe Katerine (* 1968)

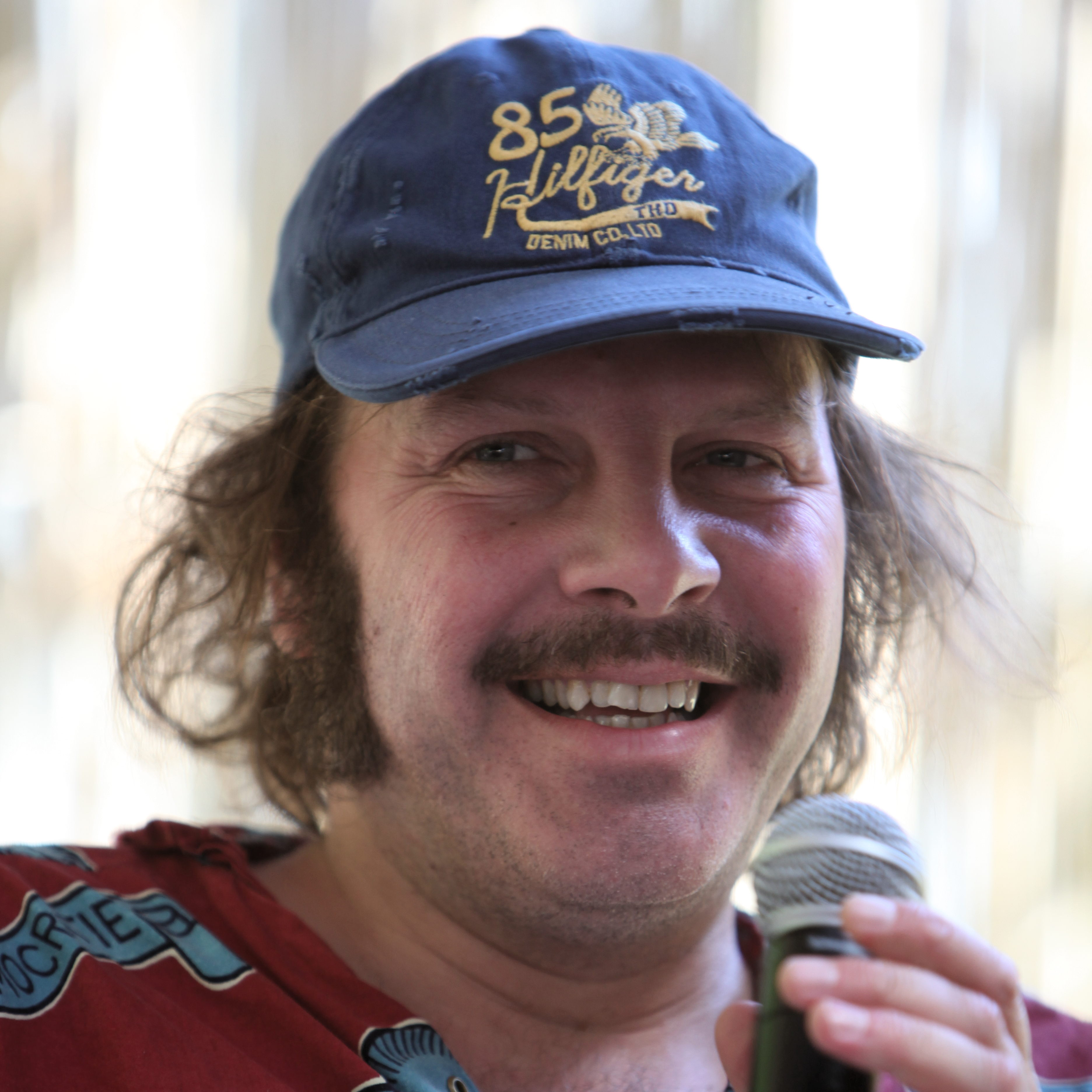
Philippe Katerine (* 1968)

- Katerkamp, Johann Theodor (1764–1834), deutscher katholischer Theologe und Kirchenhistoriker
- Katerli, Nina Semjonowna (1934–2023), sowjetische bzw. russische Menschenrechtsaktivistin
- Katers, Andrew J., US-amerikanischer Schauspieler und Stuntman
- Kates, Bernard (1922–2010), amerikanischer Filmschauspieler
- Kates, Brian A. (* 1972), US-amerikanischer Filmeditor
- Kates, Kathryn (1948–2022), US-amerikanische Schauspielerin
- Kates, Robert W. (1929–2018), US-amerikanischer Geograph und Umweltwissenschaftler
- Katesigwa, Banuelia (* 1977), tansanische Marathonläuferin
- Katethong, Supanida (* 1997), thailändische Badmintonspielerin
- Katětov, Miroslav (1918–1995), tschechischer Mathematiker, Psychologe und Schachspieler
- Katewicz, Renata (* 1965), polnische Leichtathletin

### Kath
- Kath, Florian (* 1994), deutscher Fußballspieler
- Kath, Hans-Hermann (1929–1990), deutscher Politiker
- Kath, Janet (* 1964), österreichische Managerin
- Kath, Joachim (* 1941), deutscher Kommunikationswissenschaftler und Sachbuchautor
- Kath, Katherine (1920–2012), französische Theater- und Filmschauspielerin
- Kath, Ludwig (1886–1953), deutscher Landschaftsmaler und Musterentwerfer
- Kath, Lydia (1906–1978), deutsche Schriftstellerin
- Kath, Robert (* 1985), deutscher Automobilrennfahrer
- Kath, Siegfried (1936–2008), deutscher Unternehmer und Kunsthändler
- Kath, Terry (1946–1978), US-amerikanischer Rockmusiker (Gitarrist)
- Kathan, Bernhard (* 1953), österreichischer Schriftsteller
- Kathan, Klaus (* 1977), deutscher Eishockeyspieler
- Kathan, Peter junior (* 1982), deutscher Eishockeyspieler
- Kathan, Peter senior (* 1949), deutscher Eishockeyspieler und -trainer
- Katharina (1253–1257), englische Königstochter
- Katharina Belgica von Oranien-Nassau (1578–1648), Prinzessin von Oranien-Nassau, durch Heirat Gräfin Hanau-Münzenberg
- Katharina Charlotte von Pfalz-Zweibrücken (1615–1651), Pfalzgräfin und Herzogin von Neuburg
- Katharina Elisabeth von Hanau (1607–1647), Gräfin von Hanau-Münzenberg-Schwarzenfels und durch Heirat Gräfin von Isenburg-Birstein
- Katharina Förtsch von Thurnau, deutsche Äbtissin
- Katharina I. (1684–1727), russische Zarin
- Katharina II. (1729–1796), Kaiserin von RusslandKatharina II. (1729–1796)

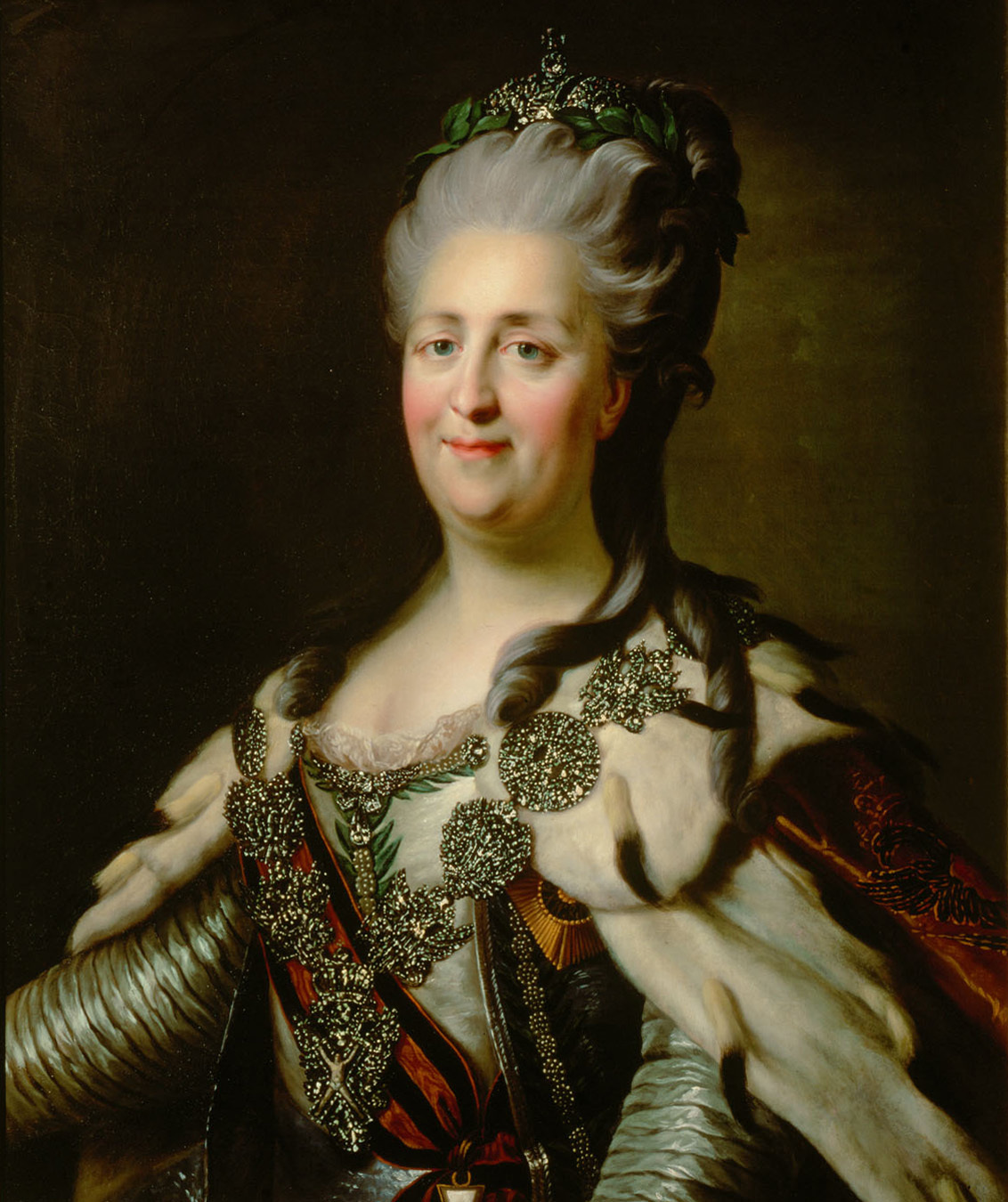
Katharina II. (1729–1796)

- Katharina Iwanowna (1691–1733), Herzogin von Mecklenburg-Schwerin
- Katharina Jagiellonica (* 1503), Tochter König Sigismunds I. von Polen, Gräfin von Montfort
- Katharina Jagiellonica (1526–1583), polnische Prinzessin aus dem Adelsgeschlecht der Jagiellonen und Königin von Schweden
- Katharina Michaela von Spanien (1567–1597), Prinzessin von Spanien und Herzogin von Savoyen
- Katharina Opalińska (1680–1747), Königin von Polen und Herzogin von Lothringen
- Katharina Renata von Österreich (1576–1595), Erzherzogin von Österreich
- Katharina Rieter († 1410), deutsche Äbtissin
- Katharina Ursula von Hohenzollern-Hechingen (1610–1640), Ehefrau des Markgrafen Wilhelm von Baden-Baden
- Katharina von Alexandrien, frühchristliche Jungfrau und Märtyrerin, Heilige
- Katharina von Aragon (1485–1536), erste Frau Heinrichs VIII., Königin von EnglandKatharina von Aragon (1485–1536)

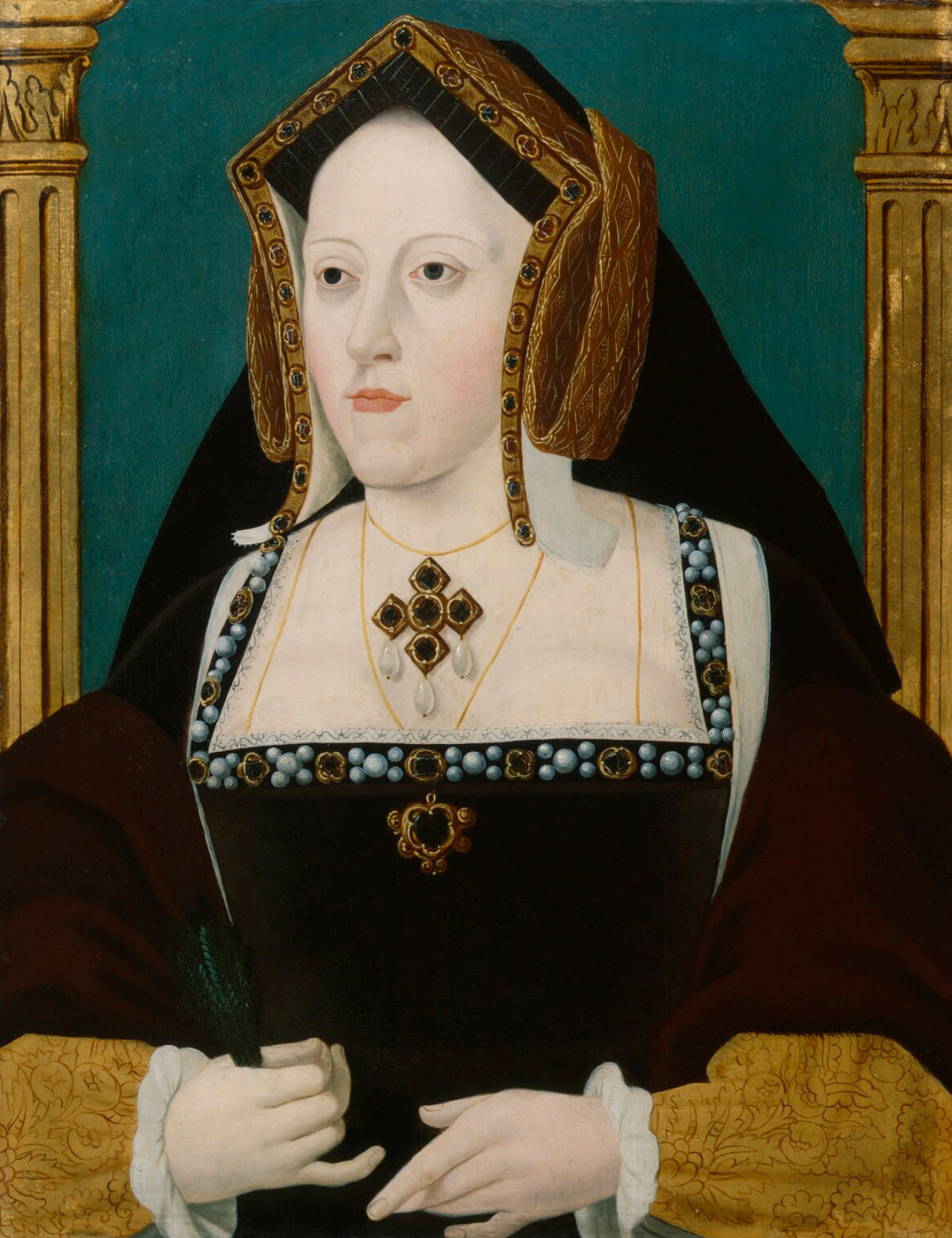
Katharina von Aragon (1485–1536)

- Katharina von Bayern (1360–1402), Herzogin von Jülich-Geldern
- Katharina von Bologna (1413–1463), italienische Malerin, Klarissin und Klostergründerin, Heilige
- Katharina von Braganza (1638–1705), Gattin des englischen Königs Karl II.
- Katharina von Brandenburg (1602–1644), Fürstin von Siebenbürgen, Herzogin von Sachsen-Lauenburg
- Katharina von Brandenburg-Küstrin (1549–1602), Tochter des Markgrafen Johann von Küstrin
- Katharina von Braunschweig-Lüneburg (1395–1442), Kurfürstin von Sachsen
- Katharina von Braunschweig-Wolfenbüttel (1488–1563), Prinzessin von Braunschweig-Wolfenbüttel, durch Heirat Herzogin von Sachsen-Lauenburg
- Katharina von Braunschweig-Wolfenbüttel (1518–1574), Markgräfin von Brandenburg-Küstrin
- Katharina von Burgund (1378–1425), Ehefrau des Herzogs Leopold IV. von Österreich; Herrscherin in den habsburgischen Vorlanden; Herzogin von Burgund
- Katharina von der Pfalz (1499–1526), Äbtissin von Neuburg am Neckar
- Katharina von Frankenstein († 1360), Äbtissin im Stift Freckenhorst
- Katharina von Gebersweiler, mittelalterliche Mystikerin, Autorin eines Schwesternbuchs namens Vitae Sororum
- Katharina von Geldern († 1497), Regentin von Geldern
- Katharina von Genua (1447–1510), italienische Geistliche und HeiligeKatharina von Genua (1447–1510)

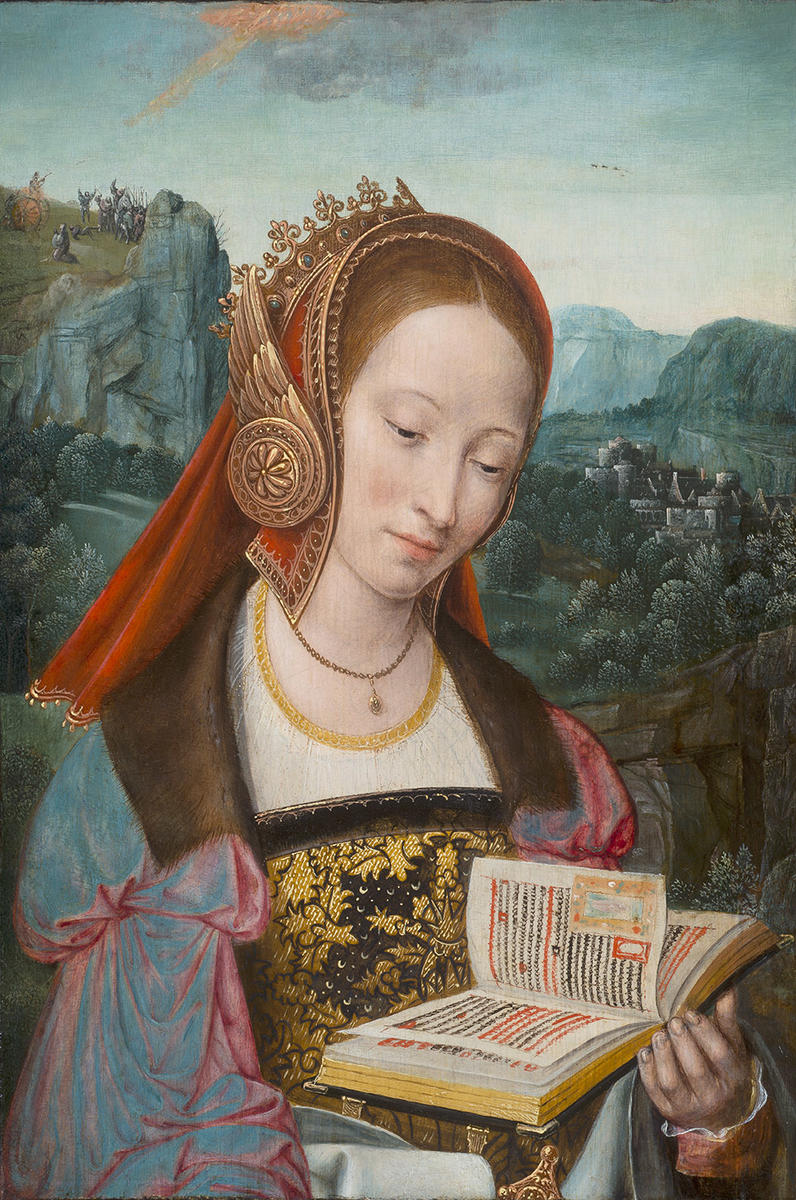
Katharina von Genua (1447–1510)

- Katharina von Griechenland (1913–2007), griechische Prinzessin
- Katharina von Habsburg († 1282), Gemahlin von Herzog Otto III. von Niederbayern
- Katharina von Habsburg (1295–1323), Herzogin von Kalabrien
- Katharina von Habsburg (1320–1349), Gattin von Enguerrand VI. de Coucy
- Katharina von Habsburg (1342–1381), Äbtissin
- Katharina von Hanau (1408–1460), Gemahlin 1. des Grafen Thomas II. von Rieneck; 2. des Grafen Wilhelm II. von Henneberg-Schleusingen
- Katharina von Hanau (1525–1581), Gemahlin von Johann IV. von Wied-Runkel und Isenburg
- Katharina von Henneberg († 1397), durch Heirat Markgräfin von Meißen, Landgräfin von Thüringen
- Katharina von Henneberg-Schleusingen (1509–1567), Gräfin von Schwarzburg
- Katharina von Hohenzollern-Sigmaringen (1817–1893), deutsche Adlige, Stifterin von Kloster Beuron
- Katharina von Holstein-Beck (1750–1811), deutsche Prinzessin
- Katharina von Kastilien (1507–1578), Erzherzogin von Österreich, Prinzessin von Kastilien, Ehefrau des portugiesischen Königs Johann III.Katharina von Kastilien (1507–1578)

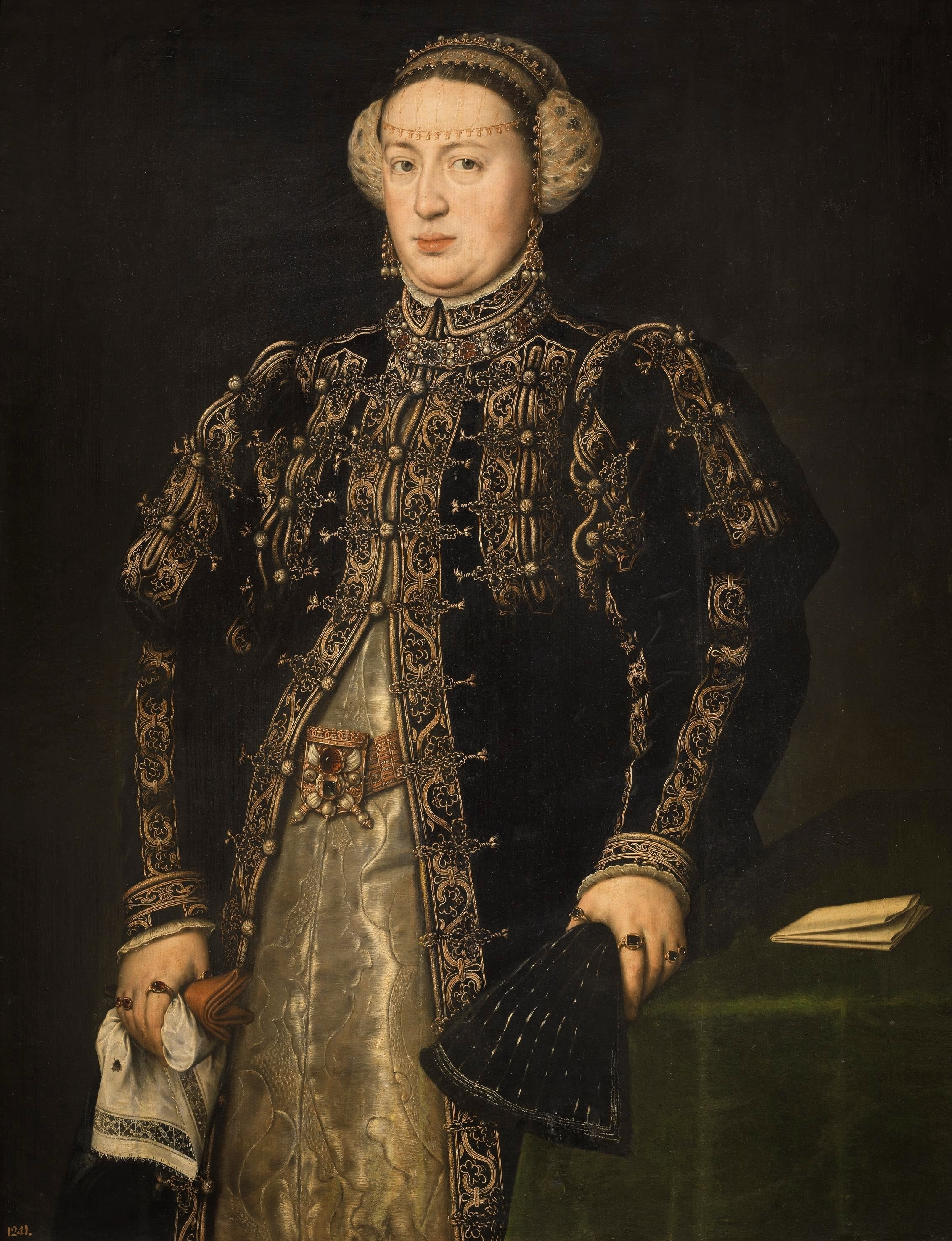
Katharina von Kastilien (1507–1578)

- Katharina von Kleve (1417–1476), Herzogin von Geldern und Gräfin von Zutphen
- Katharina von Kotzau, Äbtissin des Klarissenklosters Hof
- Katharina von Lancaster († 1418), Königin von Kastilien
- Katharina von Lothringen (1407–1439), Markgräfin von Baden
- Katharina von Luxemburg (1342–1395), Herzogin von Österreich (1358–1365); Markgräfin von Brandenburg (1366–1379)
- Katharina von Luxemburg-Saint-Pol, Herzogin der Bretagne
- Katharina von Nassau-Beilstein († 1459), Gräfin von Hanau
- Katharina von Nassau-Dillenburg (1543–1624), Gräfin von Schwarzburg
- Katharina von Navarra (1470–1517), Königin von Navarra
- Katharina von Nürnberg (1361–1409), Äbtissin des Klarissenklosters Hof
- Katharina von Österreich († 1493), Markgräfin von Baden
- Katharina von Österreich (1533–1572), durch Heirat Königin von Polen und Herzogin von Mantua
- Katharina von Pfalz-Simmern (1510–1572), Äbtissin im Kloster Kumbd
- Katharina von Podiebrad (1449–1464), Königin von Ungarn
- Katharina von Pommern-Stolp († 1426), Ehefrau Pfalzgraf Johanns von Pfalz-Neumarkt
- Katharina von Racconigi (1486–1547), italienische Jungfrau und Terziarin, Selige
- Katharina von Sachsen (1421–1476), Kurfürstin von Brandenburg
- Katharina von Sachsen (1468–1524), zweite Gemahlin Erzherzog Siegmunds von Tirol
- Katharina von Sachsen-Lauenburg († 1450), Herrin zu Werle, Herzogin zu Mecklenburg, Regentin (1422–1436)
- Katharina von Sachsen-Lauenburg (1513–1535), Königin von Schweden
- Katharina von Savoyen († 1336), Gattin von Herzog Leopold I. von Österreich
- Katharina von Savoyen († 1388), Erbin der Freiherrschaft Waadt
- Katharina von Schaumberg († 1411), deutsche Zisterzienser-Äbtissin
- Katharina von Schwarzburg-Blankenburg († 1514), Gemahlin des Grafen Reinhard IV. von Hanau-Münzenberg
- Katharina von Schweden († 1381), Tochter Birgittas von Schweden, Heilige, Jungfrau, Äbtissin von Vadstena
- Katharina von Siena (1347–1380), italienische Mystikerin, Kirchenlehrerin und HeiligeKatharina von Siena (1347–1380)

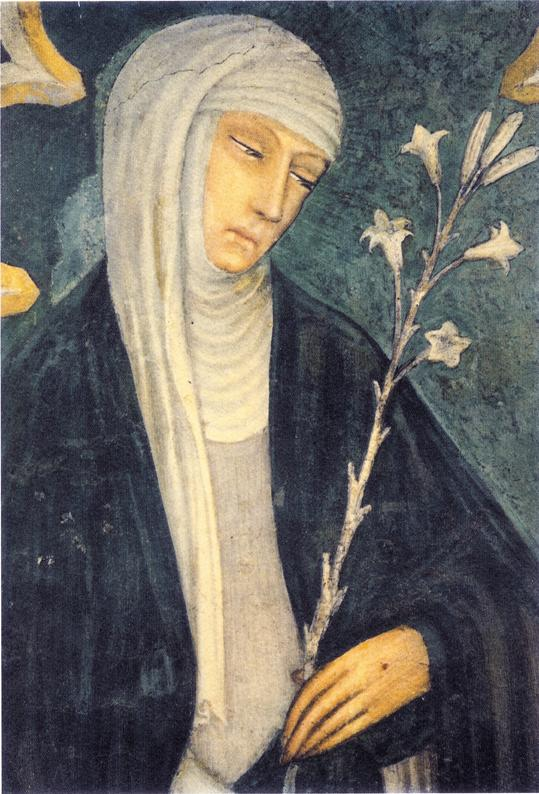
Katharina von Siena (1347–1380)

- Katharina von Tecklenburg (1517–1560), Fürstäbtissin des Stifts Essen
- Katharina von Waldeck-Wildungen (1612–1649), Regentin von Lippe-Detmold
- Katharina von Württemberg (1783–1835), Königin von Westphalen
- Katharina von Württemberg (1821–1898), württembergische Prinzessin
- Katharina zu Mecklenburg (1487–1561), Herzogin von Sachsen
- Katharine, polnische Prinzessin und litauische Fürstin
- Katharine, Duchess of Kent (* 1933), britische Adlige, Mitglied der britischen Königsfamilie und Ehefrau von Prince Edward, 2. Duke of KentKatharine, Duchess of Kent (* 1933)

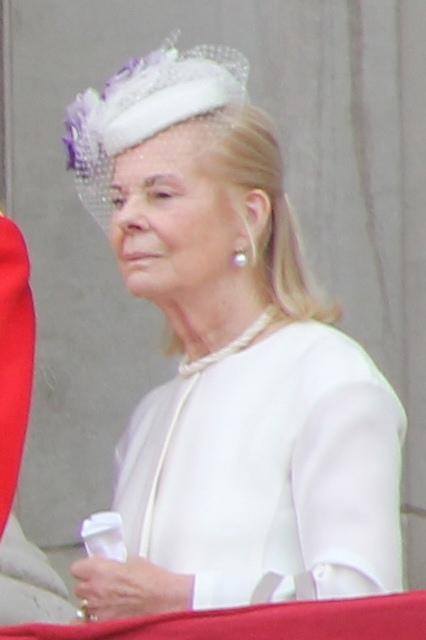
Katharine, Duchess of Kent (* 1933)

- Kathariner, Ludwig (1868–1920), deutscher Zoologe
- Kathe, Heinz (1940–2012), deutscher Historiker
- Kathe, Johannes (1880–1965), deutscher Hygieniker und Bakteriologe
- Katheder, Antonia (* 1993), deutsche Taekwondoin, Teilnehmerin bei den Olympischen Jugend-Sommerspielen 2010
- Kathen, Charlotte von (1777–1850), Gutsherrin auf Rügen, Salonnière
- Kathen, Hugo von (1855–1932), preußischer General der Infanterie im Ersten Weltkrieg
- Kather, Arthur (1883–1957), katholischer Geistlicher, zuletzt Kapitularvikar Ermlands
- Kather, Linus (1893–1983), deutscher Politiker (CDU, 1954 GB/BHE), MdB
- Käther, Nadja (* 1988), deutsche Weitspringerin
- Kather, Regine (* 1955), deutsche Philosophin, Professorin für Philosophie an der Universität Freiburg
- Kather, Roland (* 1949), deutscher Soldat, Generalleutnant des Heeres der BundeswehrRoland Kather (* 1949)

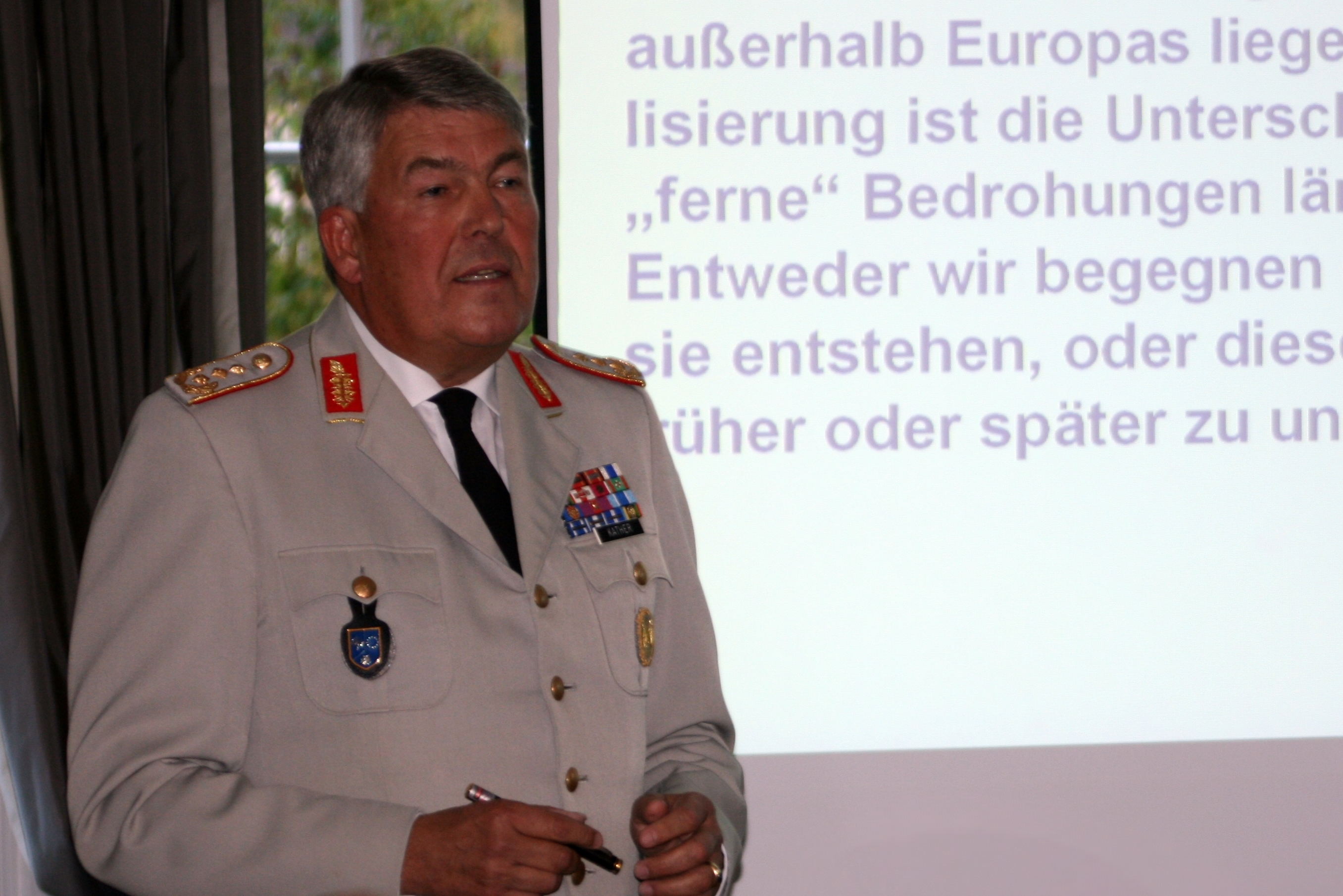
Roland Kather (* 1949)

- Katherina von Baden (* 1449), Markgräfin von Baden
- Katherine of York (1479–1527), englische Prinzessin aus dem Haus York
- Kathīr, Ibn († 1373), arabischer Historiker
- Kathke, Clemens (1938–2008), römisch-katholischer Theologe
- Kathmann, Johannes (1885–1971), deutscher Landrat
- Kathog Rigdzin Chenpo Tshewang Norbu (1698–1755), Nyingmapa-Geistlicher, Verfasser einer Gungthang-Königsgenealogie
- Kathol, Wilhelm (1854–1944), deutscher Techniker und Chemiker
- Kathol, Wilhelm (1878–1951), deutscher Architekt und Baubeamter
- Katholm, Rasmus (* 1981), dänischer Fußballspieler
- Katholnig, Sarah, österreichische Politikerin (SPÖ)
- Kathrada, Ahmed (1929–2017), südafrikanischer Politiker
- Kathrein, Anton (* 1984), deutscher Ingenieur und Unternehmer
- Kathrein, Anton junior (1951–2012), deutscher Unternehmer in der Antennentechnik
- Kathrein, Anton senior (1888–1972), deutscher Unternehmer in der Antennentechnik
- Kathrein, Karin (* 1938), österreichische Journalistin, Publizistin, Kulturkritikerin und Theaterwissenschafterin
- Kathrein, Satyam S., deutscher Therapeut
- Kathrein, Theodor von (1842–1916), österreichischer Politiker und Landeshauptmann von Tirol
- Kathrein, Werner (* 1953), deutscher Geistlicher, emeritierter Domdechant und Professor an der Theologischen Fakultät Fulda
- Kathreiner, Franz (1794–1866), deutscher Bankier
- Kathstede, Gregor (* 1963), deutscher Lokalpolitiker, Oberbürgermeister von Krefeld
- Kathurima, Harry Mutuma (* 1952), kenianischer Diplomat

### Kati
- Kátia (* 1977), brasilianische Fußballspielerin
- Katib Çelebi (1609–1657), osmanischer Gelehrter
- Katibin, Kiromal (* 2000), indonesischer Sportkletterer
- Katic, Andree (* 1984), deutscher Fernsehdarsteller und Model
- Katić, Branka (* 1970), serbische SchauspielerinBranka Katić (* 1970)

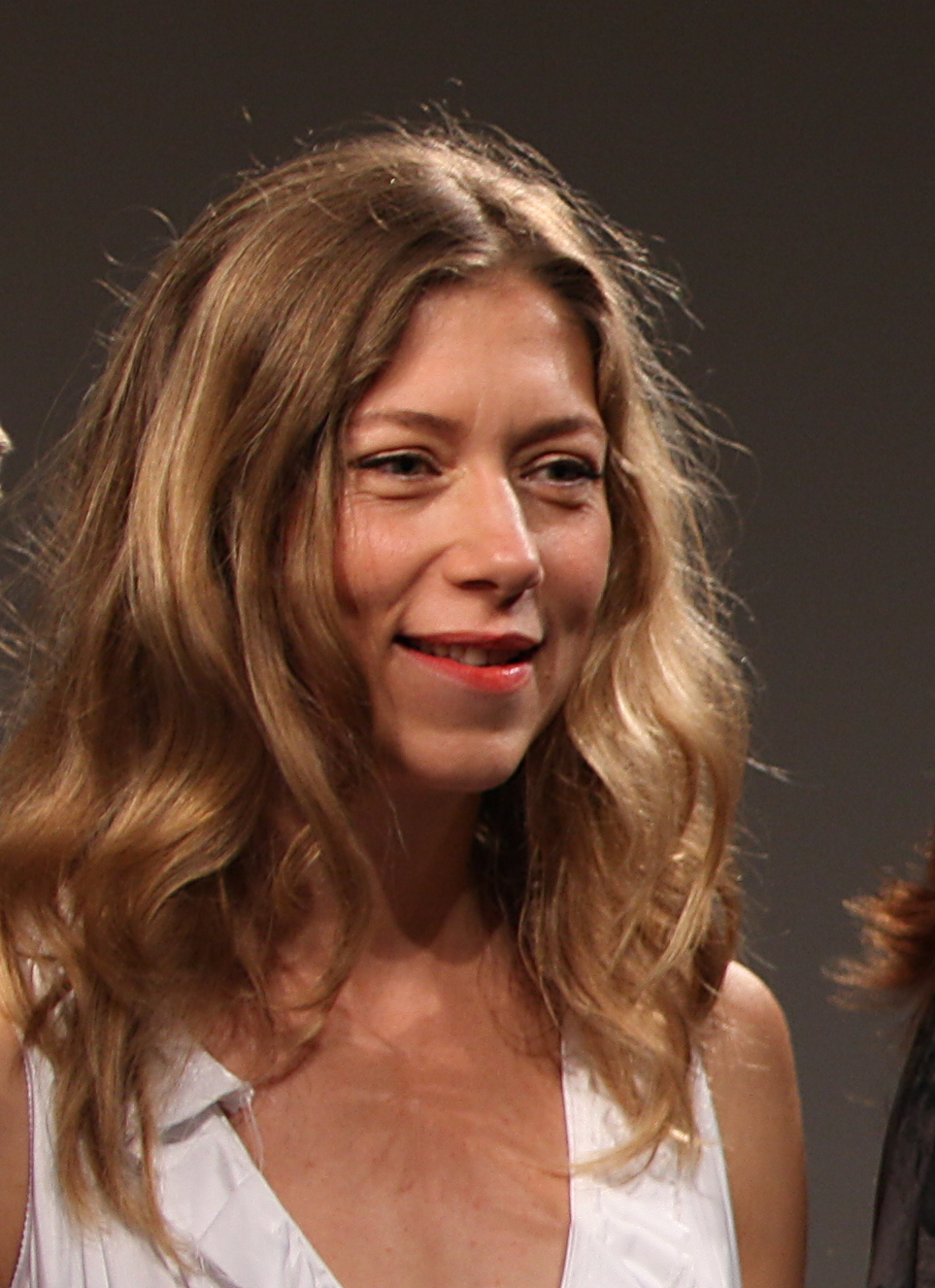
Branka Katić (* 1970)

- Katić, Ilija (* 1945), jugoslawischer Fußballspieler
- Katic, Mark (* 1989), kroatisch-kanadischer Eishockeyspieler
- Katic, Marko (* 2001), österreichischer Handballspieler
- Katić, Nikola (* 1996), kroatischer Fußballspieler
- Katić, Raško (* 1980), serbischer Basketballspieler
- Katić, Stana (* 1978), kanadisch-US-amerikanische SchauspielerinStana Katić (* 1978)

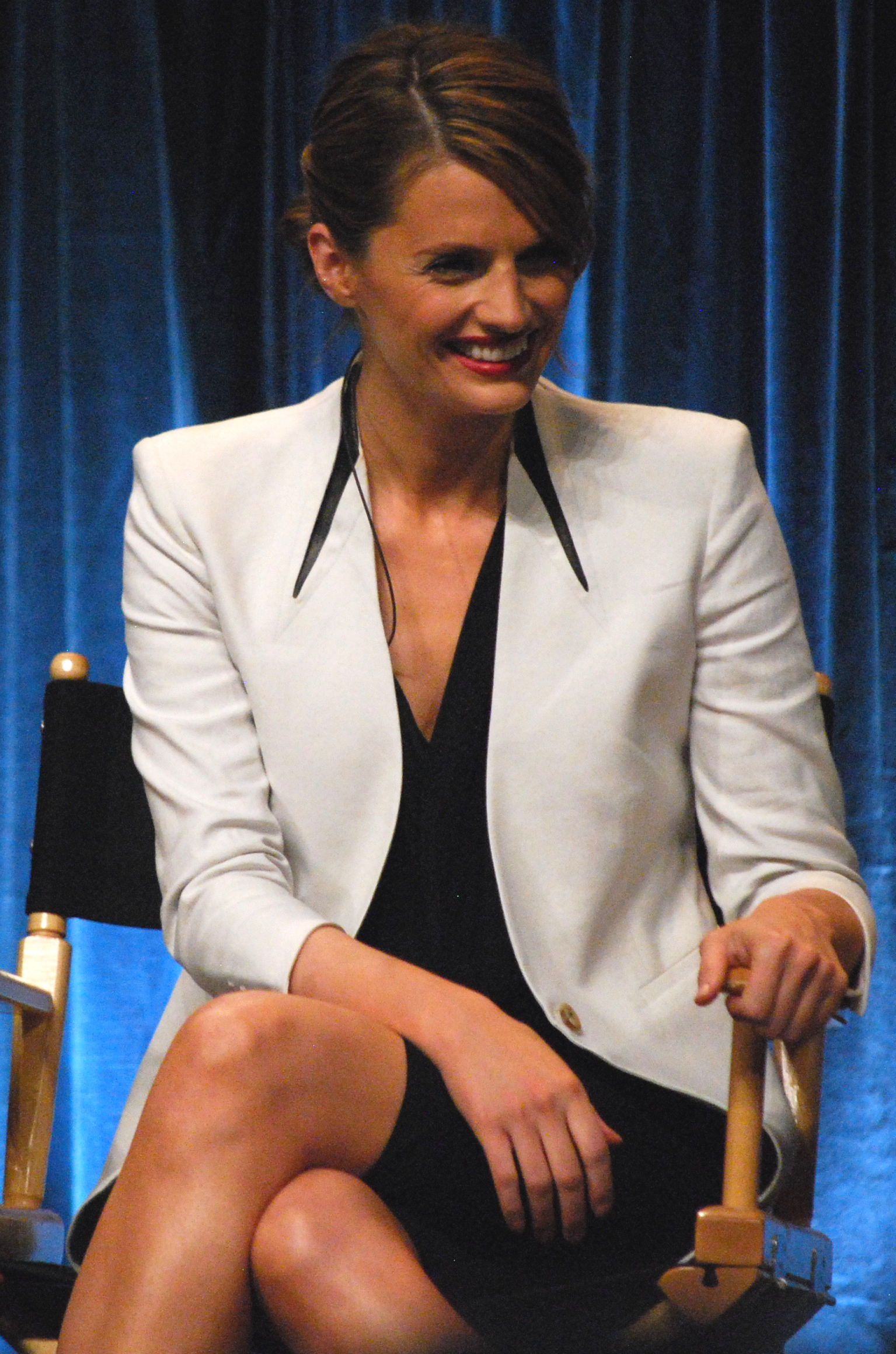
Stana Katić (* 1978)

- Katičić, Radoslav (1930–2019), kroatischer Sprachwissenschaftler und Kulturhistoriker
- Katidis, Giorgos (* 1993), griechischer Fußballspieler
- Katie, Byron (* 1942), US-amerikanische Lebensberaterin
- Katika (* 1977), italienische Sängerin
- Katilius, Povilas (* 1935), litauischer Politiker, Mitglied des Seimas
- Katilius, Raimundas (1947–2000), litauischer Musikpädagoge, Geiger und Professor
- Katims, Milton (1909–2006), US-amerikanischer Dirigent und Geiger
- Katin, Peter (1930–2015), englischer Pianist und Musikpädagoge
- Katina, Jelena Sergejewna (* 1984), russische Sängerin
- Katinari, Maria, griechische Schauspielerin und Musikerin
- Katinaris, Antonis (1931–1999), griechischer Komponist und Musiker
- Katinas, Alvydas (* 1960), litauischer Politiker
- Katinger, Hermann (* 1941), österreichischer Mikrobiologe
- Katinovasov, Rasul (* 1969), sowjetischer, russischer und usbekischer Ringer
- Katinovasov, Saygid (* 1969), sowjetischer, russischer und usbekischer Ringer
- Katipoğlu, Büşra (* 1992), türkische Judoka
- Katir, Mohamed (* 1998), spanischer Leichtathlet marokkanischer Herkunft
- Katitschew, Jewgeni Alexejewitsch (* 1986), russischer Eishockeyspieler

### Katj
- Katjavivi, Perivi (* 1984), namibisch-britischer Filmemacher und Autor
- Katjavivi, Peter (* 1941), namibischer Politikwissenschaftler, Politiker und Diplomat
- Katjiua, Mutjinde, namibischer Hochschullehrer und traditioneller Führer
- Katjiuongua, Moses (1942–2011), namibischer Politiker

### Katk
- Katkawez, Aljaksej (* 1998), belarussischer Speerwerfer
- Katkevičius, Vladas (1937–2009), litauischer Ingenieur und Elektromechaniker, Professor und Politiker
- Katko, John (* 1962), US-amerikanischer Politiker der Republikanischen Partei
- Katkow, Fjodor Grigorjewitsch (1901–1992), sowjetisch-russischer Generalleutnant und Held der Sowjetunion
- Katkow, Michail Nikiforowitsch (1818–1887), russischer Publizist
- Katkus, Donatas (* 1942), litauischer Musiker, Altist, Dirigent und Musikologe
- Katkus, Juozapas Algirdas (1936–2011), litauischer Politiker
- Katkus, Tomas (* 1987), litauischer Politiker, Bürgermeister
- Katkus, Valdemaras (* 1958), litauischer Politiker, Mitglied des Seimas und Diplomat

### Katl
- Katla María Magnúsdóttir (* 2001), isländische Handballspielerin
- Katla Tryggvadóttir (* 2005), isländische Fußballspielerin
- Katlaps, Ulvis (1968–2013), lettischer Eishockeyspieler und -trainer
- Katlein, Nina, österreichische Filmschauspielerin
- Katleman, Michael (* 1950), US-amerikanischer Film- und Fernsehregisseur und Produzent
- Katlewicz, Jerzy (1927–2015), polnischer Dirigent und Musikpädagoge
- Katluhn, Franz (1865–1942), deutscher Reichsgerichtsrat

### Katn
- Katnik, Lukas (* 1989), österreichischer Fußballspieler
- Katnikowa, Jekaterina Nikolajewna (* 1994), russische Rennrodlerin
- Katnosa, Anita Olsen (* 1973), norwegische Skilangläuferin

### Kato
- Kato, Aki (* 1966), japanische Choreographin für klassisches Ballett
- Kato, Ameril Umbra (1946–2015), philippinischer Islamist
- Katō, Asami (* 1990), japanische Langstreckenläuferin
- Katō, Ayuko (* 1979), japanische Politikerin
- Kato, Chiharu (* 1996), japanischer Fußballspieler
- Katō, Chihiro (* 1998), japanischer Fußballspieler
- Katō, Chikage (1735–1808), japanischer Dichter und Literaturwissenschaftler
- Katō, Daijirō (1976–2003), japanischer MotorradrennfahrerDaijirō Katō (1976–2003)

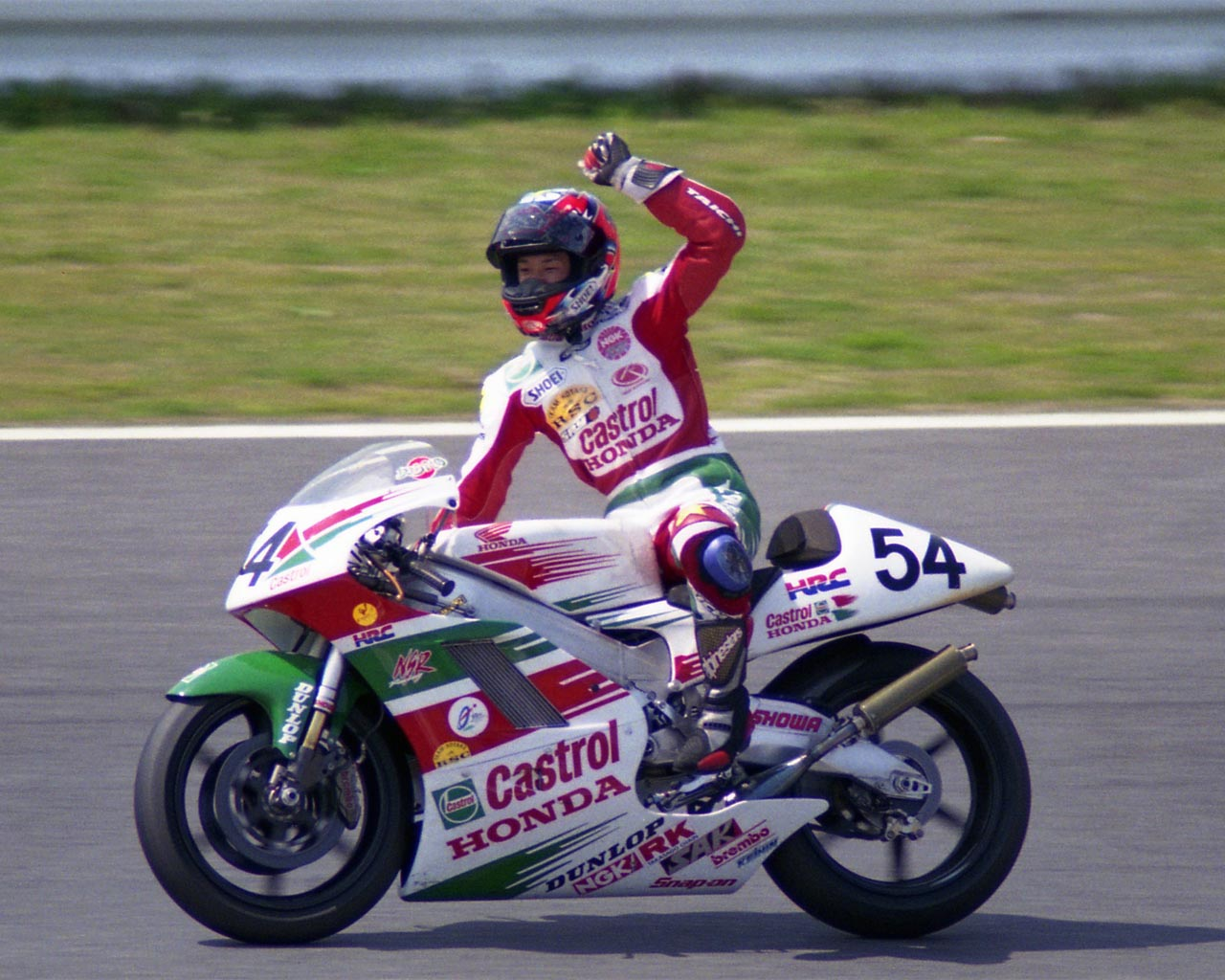
Daijirō Katō (1976–2003)

- Katō, Daishi (* 1983), japanischer Fußballspieler
- Katō, Daisuke (1911–1975), japanischer Schauspieler
- Kato, Daisuke (* 1998), japanischer Fußballspieler
- Kato, David (1964–2011), ugandischer Schwulenaktivist
- Katō, Eishū (1873–1939), japanischer Maler der Nihonga-Richtung
- Katō, Emiri (* 1983), japanische Synchronsprecherin (Seiyū) und Sängerin
- Katō, Fujiko (* 1946), japanische Skilangläuferin
- Kato, Gen (* 2003), japanischer Fußballspieler
- Katō, Gen’ichi (1890–1979), japanischer Physiologe
- Katō, Gō (1938–2018), japanischer Schauspieler
- Katō, Hajime (1900–1968), japanischer Keramik-Künstler
- Kato, Hideki (* 1962), japanischer Musiker und Komponist
- Katō, Hidenori (* 1981), japanischer Fußballspieler
- Katō, Hijiri (* 2001), japanischer Fußballspieler
- Katō, Hiroharu (1870–1939), japanischer Marineoffizier
- Katō, Hiroki (* 1968), japanischer Automobilrennfahrer
- Katō, Hiroki (* 1986), japanischer Fußballspieler
- Katō, Hiroshi (* 1951), japanischer Fußballtrainer
- Katō, Hiroyuki (1836–1916), japanischer Gelehrter und Politiker
- Katō, Hisashi (* 1956), japanischer Fußballspieler und -trainer
- Katō, Ichirō (1922–2008), japanischer Rechtsgelehrter
- Katō, Jōji (* 1985), japanischer Eisschnellläufer
- Katō, Jun’ya (* 1994), japanischer Fußballspieler
- Katō, Katsunobu (* 1955), japanischer Politiker
- Katō, Kazue (* 1980), japanische Mangaka
- Katō, Kazuya (* 1952), japanischer Mathematiker
- Katō, Kento (* 1995), japanischer Fußballspieler
- Katō, Kiyomasa (1561–1611), japanischer KriegsherrKatō Kiyomasa (1561–1611)

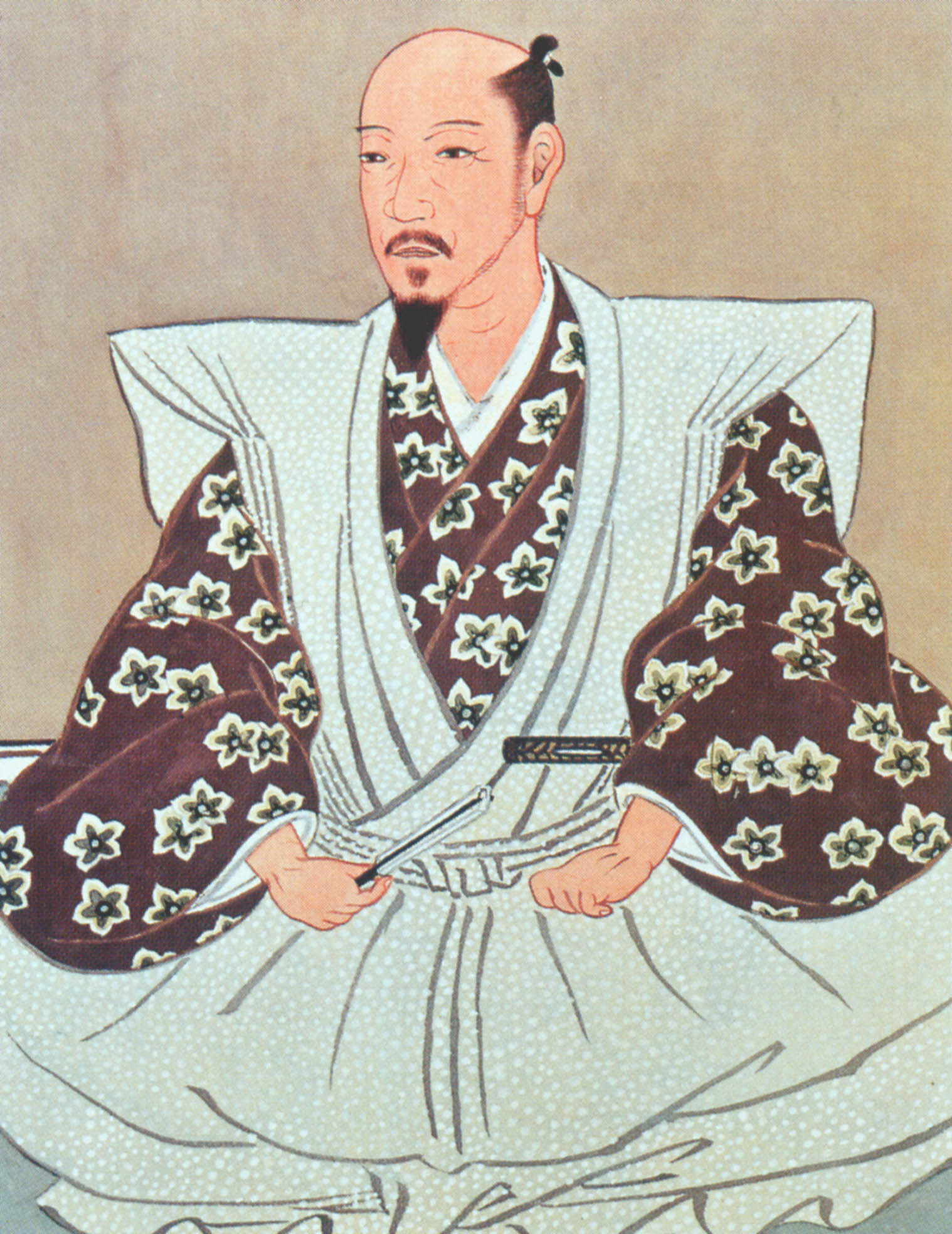
Katō Kiyomasa (1561–1611)

- Katō, Kiyomi (* 1948), japanischer Ringer
- Katō, Kōhei (* 1989), japanischer Fußballspieler
- Katō, Kōichi (1939–2016), japanischer Politiker
- Katō, Kōken (* 1989), japanischer Fußballspieler
- Katō, Kunio (* 1977), japanischer Trickfilmer
- Katō, Kyōtai (1732–1792), japanischer Haiku-Dichter
- Katō, Masaaki (* 1958), japanischer Fußballspieler
- Katō, Masao (1947–2004), japanischer Go-Spieler
- Katō, Masaru (* 1991), japanischer Fußballspieler
- Katō, Masaya (* 1963), japanischer Schauspieler
- Katō, Michio (1918–1953), japanischer Dramatiker
- Katō, Miliyah (* 1988), japanische Pop-Sängerin
- Katō, Mitsuo (* 1953), japanischer Fußballspieler
- Katō, Mitsuyoshi (* 1942), japanischer Mathematiker
- Katō, Miyoshi (* 1962), japanische Eisschnellläuferin und Shorttrackerin
- Katō, Miyu (* 1994), japanische Tennisspielerin
- Katō, Miyu (* 1999), japanische Tischtennisspielerin
- Kato, Moriyuki (1934–2020), japanischer Politiker
- Katō, Mutsuki (* 1997), japanischer Fußballspieler
- Katō, Nobuhiro (* 1984), japanischer Fußballspieler
- Katō, Nobuyuki (* 1920), japanischer Fußballspieler
- Katō, Nozomu (* 1969), japanischer Fußballspieler
- Katō, Ren (* 1999), japanischer Fußballspieler
- Katō, Ryō (* 1978), japanischer Künstler und Maler
- Katō, Ryōhei (* 1993), japanischer Turner
- Katō, Ryūji (* 1969), japanischer Fußballspieler
- Katō, Sawao (* 1946), japanischer KunstturnerSawao Katō (* 1946)

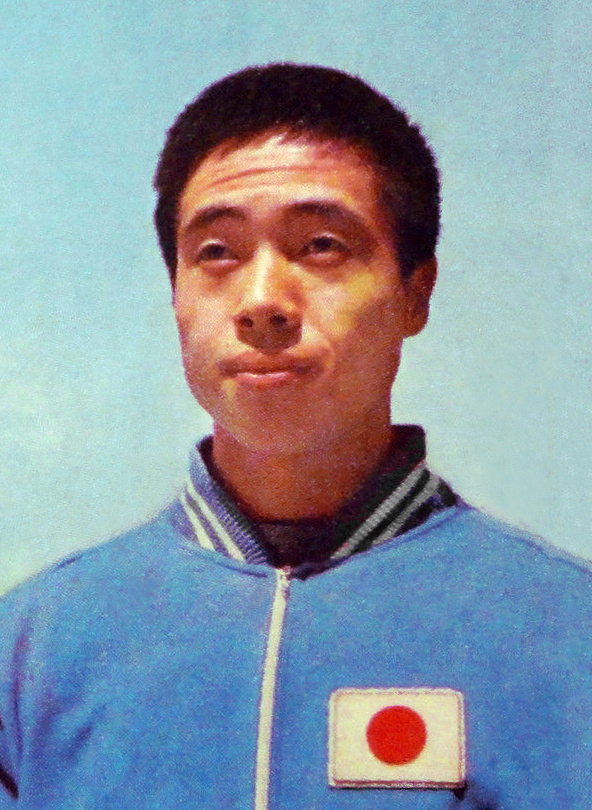
Sawao Katō (* 1946)

- Kato, Sean, US-amerikanischer Biathlet
- Katō, Sechi (1893–1989), japanische Chemikerin
- Katō, Seigo (* 1998), japanischer Skirennläufer
- Katō, Seizō (1927–2014), japanischer Synchronsprecher
- Katō, Shin’ichi (* 1958), japanischer Jazzmusiker (Kontrabass)
- Katō, Shintarō (* 1999), japanischer Fußballspieler
- Katō, Shin’ya (* 1980), japanischer Fußballspieler
- Katō, Shizue (1897–2001), japanische Feministin
- Katō, Shōji, japanischer Soziologe und Hochschullehrer
- Katō, Shūichi (1919–2008), japanischer Mediziner und Literaturwissenschaftler
- Katō, Shūson (1905–1993), japanischer Haiku-Dichter, Literaturwissenschaftler
- Katō, Tadashi (1935–2020), japanischer Radrennfahrer
- Katō, Taichi (* 1997), japanischer Fußballspieler
- Katō, Taihei (* 1984), japanischer Nordischer Kombinierer
- Katō, Taiki (* 1993), japanischer Fußballspieler
- Katō, Taisei (* 2002), japanischer Fußballspieler
- Kato, Taizo (1887–1924), japanisch-amerikanischer Fotograf
- Katō, Takaaki (1860–1926), japanischer Politiker und Staatsmann; 24. Premierminister von Japan
- Katō, Takayuki (* 1955), japanischer Jazzmusiker (Gitarre)
- Katō, Takehiro (* 1974), japanischer Fußballspieler
- Katō, Takehisa (* 1941), japanischer Radrennfahrer
- Katō, Takeo (1877–1963), japanischer Bankfachmann
- Katō, Takeshi (1942–1982), japanischer Kunstturner
- Kato, Takumi (* 1999), japanischer Fußballspieler
- Katō, Takuto (* 1999), japanischer Fußballspieler
- Katō, Tetsuya (* 1996), japanischer Fußballspieler
- Katō, Tōkurō (1897–1985), japanischer Keramik-Künstler
- Katō, Tomoe (* 1978), japanische Fußballspielerin
- Katō, Tomohiro (1982–2022), japanischer Amokläufer
- Katō, Tomosaburō (1861–1923), 21. Premierminister Japans
- Katō, Toshikazu (* 1981), japanischer Fußballspieler
- Kato, Tosio (1917–1999), japanischer Mathematiker
- Katō, Yasuaki (* 1976), japanischer Fußballspieler
- Katō, Yoshio (* 1957), japanischer Fußballspieler
- Katō, Yoshiyuki (* 1964), japanischer Fußballspieler
- Katō, Yuka (* 1986), japanische Schwimmerin
- Katō, Yūki (* 1997), japanischer Fußballspieler
- Katō, Yukiko (1936–2024), japanische Schriftstellerin
- Kato, Yuma (* 2001), japanischer Fußballspieler
- Kato-Mailath-Pokorny, Sonja (* 1972), österreichische Politikerin (SPÖ), LandtagsabgeordneteSonja Kato-Mailath-Pokorny (* 1972)

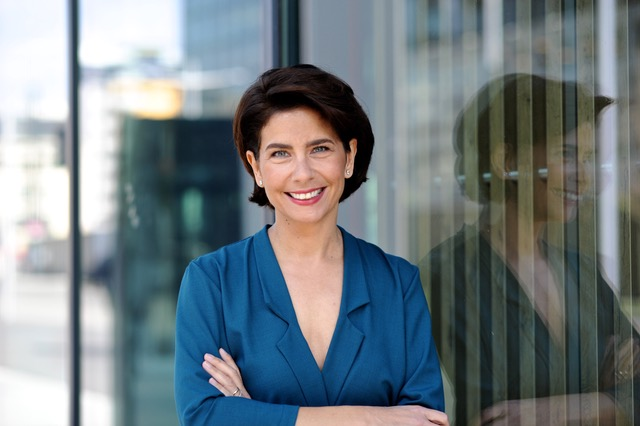
Sonja Kato-Mailath-Pokorny (* 1972)

- Katoatau, David (* 1984), kiribatischer Gewichtheber
- Katoatau, Ruben (* 1997), kiribatischer Gewichtheber
- Katoen, Joost-Pieter (* 1964), niederländischer theoretischer Informatiker
- Katok, Anatole (1944–2018), US-amerikanischer Mathematiker
- Katok, Svetlana (* 1947), russisch-US-amerikanische Mathematikerin
- Katol, Guido (* 1962), österreichischer Maler
- Katolik, Elżbieta (1949–1983), polnische Mittelstreckenläuferin
- Katona, András (* 1938), ungarischer Wasserballspieler
- Katona, Esther (* 1982), deutsche Basketballspielerin
- Katona, George (1901–1981), US-amerikanischer Psychologe und Ökonom österreichisch-ungarischer Herkunft
- Katona, Gyula O. H. (* 1941), ungarischer Mathematiker
- Katona, Imre (1921–2005), ungarischer kommunistischer Politiker, Mitglied des Parlaments
- Katona, István (* 1928), römisch-katholischer Bischof
- Katona, Jacqui (* 1966), politische Führerin der Aborigines
- Katona, József (1791–1830), ungarischer Dichter
- Katona, József (1941–2016), ungarischer Schwimmer
- Katona, Kerry (* 1980), britische SängerinKerry Katona (* 1980)

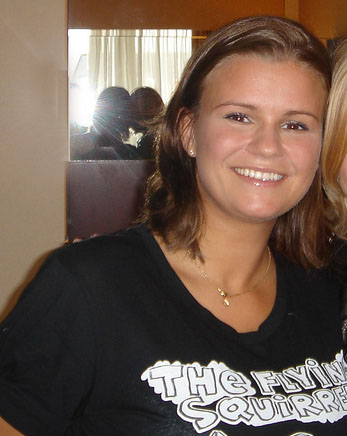
Kerry Katona (* 1980)

- Katongo, Chris (* 1982), sambischer Fußballspieler
- Katongo, Evarine (* 2002), sambische Fußballspielerin
- Katongo, Felix (* 1984), sambischer Fußballspieler
- Katonivere, Wiliame (* 1964), fidschianischer Politiker, Präsident der Fidschi-Inseln
- Katonová, Monika (* 1989), slowakische Fußballspielerin
- Katori, Hidetoshi (* 1964), japanischer Physiker
- Katori, Hotsuma (1874–1954), japanischer Kunsthandwerker
- Katori, Kenji, Kameramann
- Katori, Masahiko (1899–1988), japanischer Kunsthandwerker
- Katori, Nahiko (1723–1782), japanischer Philosoph, Waka-Poet und Maler
- Katorsa, Israel (* 1968), israelischer Komiker, Schauspieler und Screenwriter
- Katoto, Marie-Antoinette (* 1998), französische FußballspielerinMarie-Antoinette Katoto (* 1998)

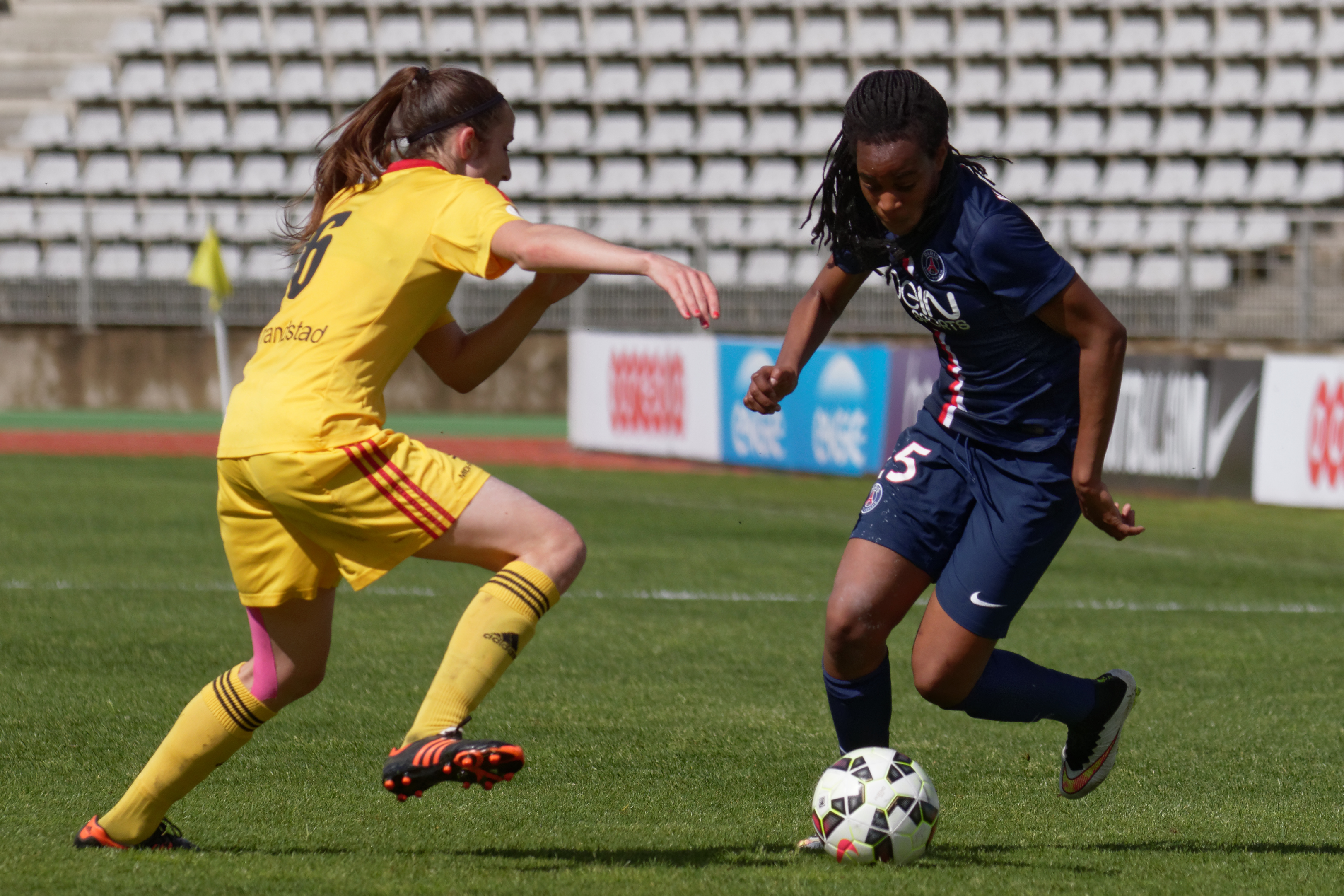
Marie-Antoinette Katoto (* 1998)

- Katoussi, Firas (* 1995), tunesischer Taekwondoin
- Katouzian, Kamran (1941–2025), iranischer Grafiker und Maler
- Katow, Paul (1949–2008), luxemburgischer Autor

### Katr
- Katrahmani, Golnar (* 1983), iranische Künstlerin
- Katrancı, Cengaver († 1972), türkisches Maueropfer
- Katrantzi, Tatiani (* 1974), deutsche SchauspielerinTatiani Katrantzi (* 1974)

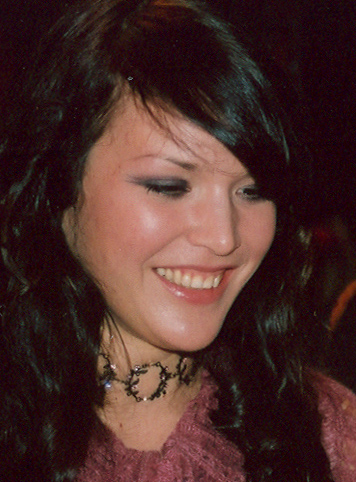
Tatiani Katrantzi (* 1974)

- Katrantzou, Mary (* 1983), griechische Modeschöpferin
- Katravas, Nikolaos, griechischer Sportschwimmer
- Katrenko, Alexei Alexandrowitsch (* 1985), russischer Sommerbiathlet
- Katri Helena (* 1945), finnische Schlagersängerin
- Katrín Ásbjörnsdóttir (* 1992), isländische Fußballspielerin
- Katrín Atladóttir (* 1980), isländische Badmintonspielerin
- Katrín Jakobsdóttir (* 1976), isländische Politikerin (Links-Grüne Bewegung)
- Katrín Jónsdóttir (* 1977), isländische Fußballspielerin
- Katrín Júlíusdóttir (* 1974), isländische Politikerin
- Katrín Magnússon (1858–1932), isländische Frauenrechtlerin und Politikerin
- Katrín Ómarsdóttir (* 1987), isländische Fußballspielerin
- Katrín Tinna Jensdóttir (* 2002), isländische Handballspielerin
- Katritzky, Alan (1928–2014), britisch-US-amerikanischer Chemiker
- Katriuk, Wladimir (1921–2015), mutmaßlicher Kriegsverbrecher im Zweiten Weltkrieg
- Katroungalos, Giorgos (* 1963), griechischer Jurist, Hochschullehrer und Politiker
- Katrozan, Thomas (* 1980), deutscher Popsänger
- Katrytsch, Kyrylo (* 1984), ukrainischer Eishockeyspieler

### Kats
- Kats, Anton (* 1983), ukrainischer bildender Künstler, Musiker und Tänzer
- Kats-Chernin, Elena (* 1957), usbekisch-australische KomponistinElena Kats-Chernin (* 1957)

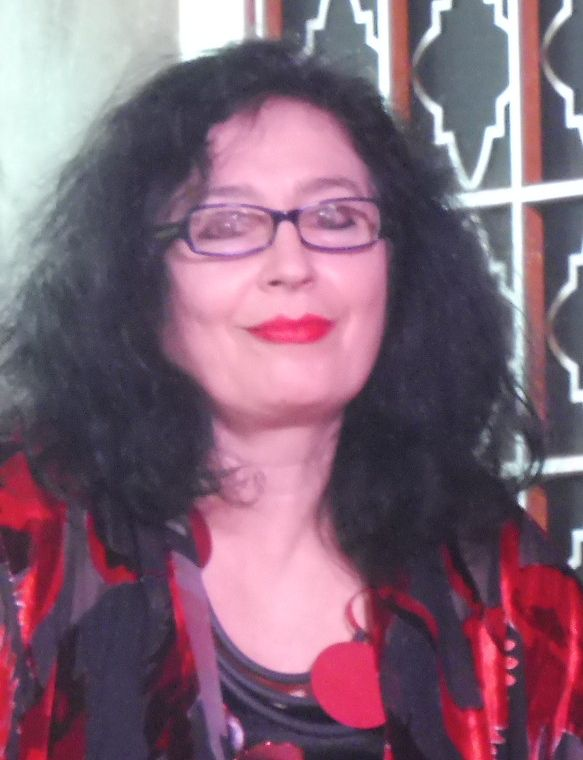
Elena Kats-Chernin (* 1957)

- Katsaitis, Eleftherios (1929–2012), griechischer Bischof
- Katsanevas, Theodoros (1947–2021), griechischer Wirtschaftswissenschaftler und Politiker
- Katsaris, Cyprien (* 1951), französischer Pianist und Komponist zyprischer Abstammung
- Katsaros, Jorgos (* 1972), deutscher Zauberkünstler und Moderator
- Katsavakis, Nikos (* 1979), griechischer Fußballspieler
- Katsch, Christoph von (1665–1729), preußischer Justizminister
- Katsch, Gerhardt (1887–1961), deutscher Mediziner
- Katsch, Günter (1939–2021), deutscher Historiker
- Katsch, Hermann (1853–1924), deutscher Maler
- Katsch, Matthias (* 1963), deutscher Aktivist für die Opfer sexueller GewaltMatthias Katsch (* 1963)

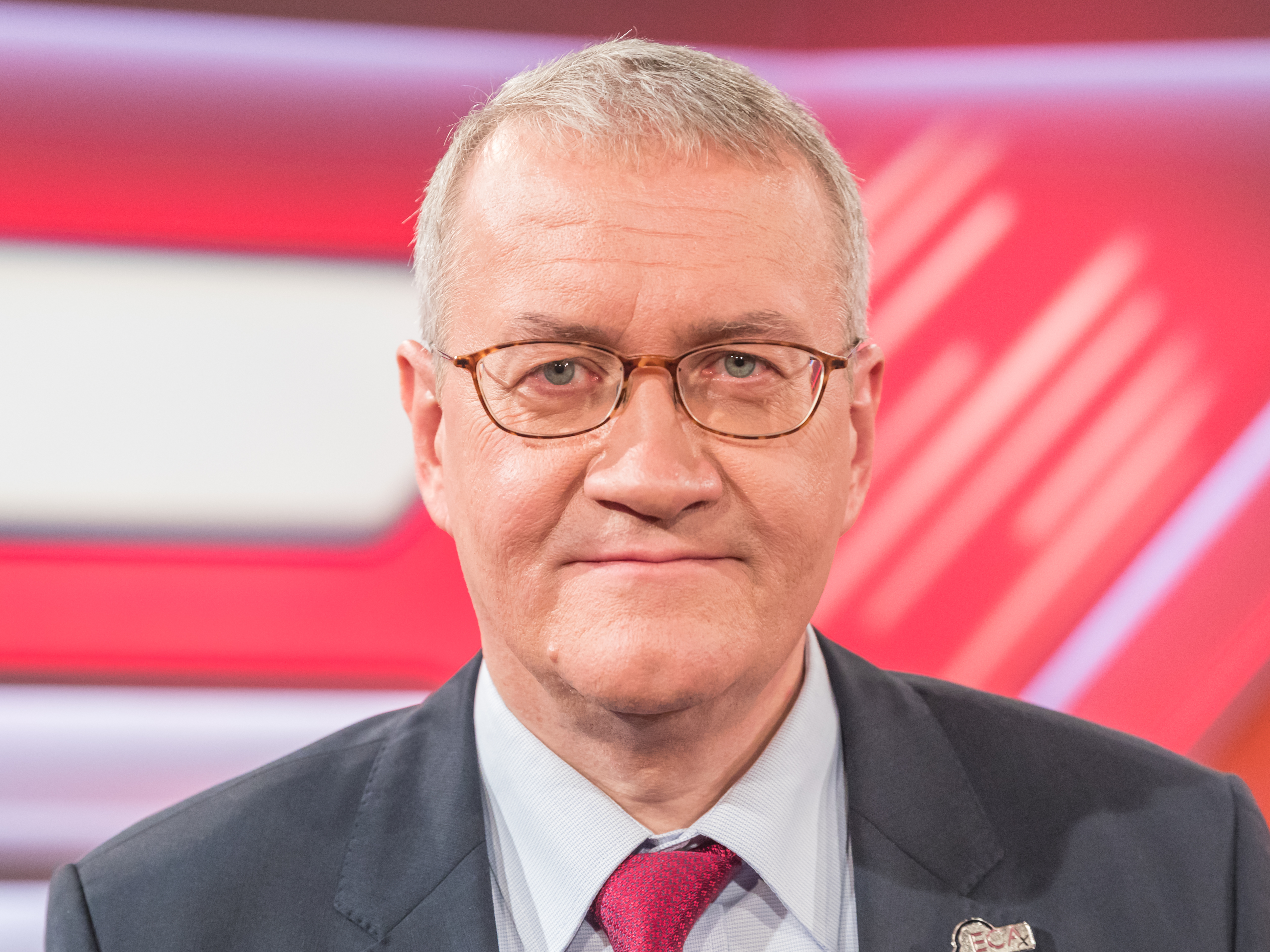
Matthias Katsch (* 1963)

- Katschalin, Gawriil Dmitrijewitsch (1911–1995), sowjetischer Fußballspieler und Trainer
- Katschalow, Eugene (* 1981), ukrainisch-amerikanischer Pokerspieler
- Katschalow, Nikolai Nikolajewitsch (1883–1961), russischer Chemiker und Hochschullehrer
- Katschalow, Nikolai Nikolajewitsch der Ältere (1852–1909), russischer Offizier, Elektroingenieur und Hochschullehrer
- Katschanawa, Natallja (* 1960), belarussische Politikerin
- Katschanow, Roman Abelewitsch (1921–1993), russischer Animator, Drehbuchautor und Regisseur
- Katschanowa, Darja Dmitrijewna (* 1997), russische Eisschnellläuferin
- Katschanowski, Alexander Jurjewitsch (* 1984), russischer Biathlet
- Katscharaba, Taras (* 1995), ukrainischer Fußballspieler
- Katscharawa, Nika (* 1994), georgischer Fußballspieler
- Katschasnuni, Howhannes (1867–1938), armenischer Ministerpräsident
- Katschen, Albert, Dominikaner, Weihbischof im Bistum Cammin
- Katschenka, Anna (1905–1980), österreichische Kinderschwester und Euthanasiebeteiligte
- Katscher, Hedwig (1898–1988), österreichische Lyrikerin
- Katscher, Leopold (1853–1939), Pazifist, Schriftsteller, Journalist
- Katscher, Robert (1894–1942), österreichischer Komponist, Liedtextschreiber und FilmkomponistRobert Katscher (1894–1942)

Robert Katscher (1894–1942)

- Katscher, Rudolf (1904–1994), österreichischer Drehbuchautor und Filmregisseur
- Katscherowski, Paul Albert (1891–1939), deutscher römisch-katholischer Geistlicher und Märtyrer
- Katschker, Martin (1953–1970), Todesopfer rechtsextremer Gewalt
- Katschkynbekow, Adis (* 1997), kirgisischer Eishockeyspieler
- Katschmasow, Alibek Muratowitsch (* 2002), russischer Tennisspieler
- Katschner, Wolfgang (* 1961), deutscher Lautenist und Dirigent
- Katschnig, Heinz (* 1942), österreichischer Psychiater und Hochschullehrer
- Katschnig-Fasch, Elisabeth (1947–2012), österreichische Volkskundlerin und Kulturanthropologin
- Katschthaler, Hans (1933–2012), österreichischer Politiker (ÖVP), Landeshauptmann von Salzburg
- Katschthaler, Johannes Baptist (1832–1914), österreichischer Geistlicher, Erzbischof von Salzburg und Politiker, Landtagsabgeordneter
- Katschujewskaja, Natalja Alexandrowna (1922–1942), sowjetische Sanitätsausbilderin
- Katschur, Jana (* 1997), ukrainische Sprinterin
- Katschura, Borys (1930–2007), sowjetischer Politiker
- Katseli, Louka (* 1952), griechische Politikerin und Wirtschaftswissenschaftlerin
- Katselis, Georgios, griechischer Radrennfahrer
- Katsenelenbogen, Eyran (* 1965), israelischer Pianist
- Katseris, Panos (* 2001), griechischer Fußballspieler
- Katsich, Thomas (1919–2004), österreichischer Jurist und Politiker (ÖVP), Landtagsabgeordneter
- Katsidis, Michael (* 1980), australischer Boxer
- Katsifaras, Georgios (1935–2012), griechischer Politiker
- Katsigiannis, Nikolas (* 1982), deutscher HandballtorwartNikolas Katsigiannis (* 1982)

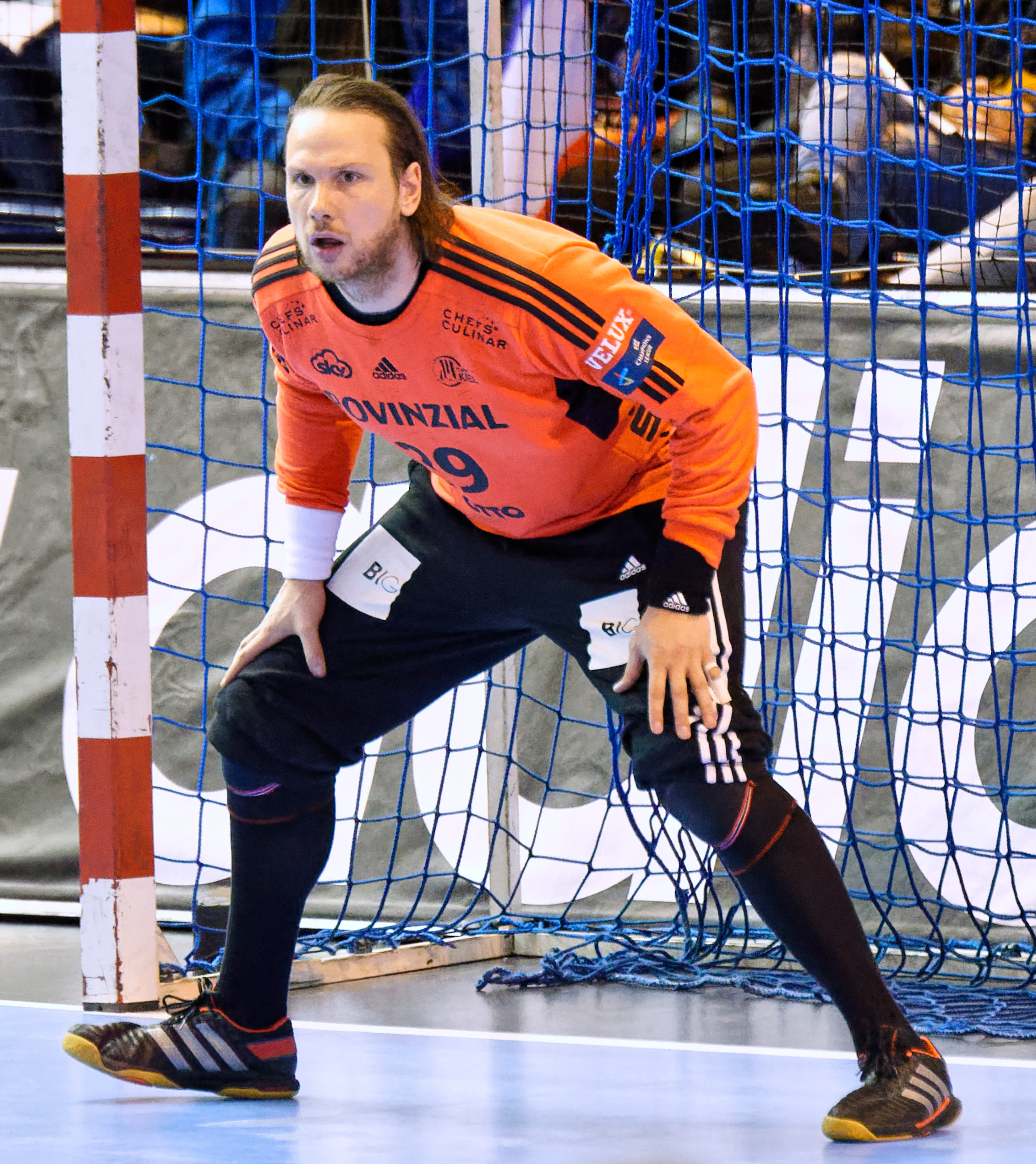
Nikolas Katsigiannis (* 1982)

- Katsikaris, Fotis (* 1967), griechischer Basketballtrainer und -spieler
- Katsimbalis, Giorgos K. (1899–1978), griechischer Intellektueller, Literaturkritiker, Neogräzist und Literaturübersetzer
- Katsimis, Stamatis (* 1982), griechischer Rennfahrer
- Katsina-Alu, Aloysius Iyorgyer (1941–2018), nigerianischer Richter
- Katsivelis, Dimitrios (* 1991), griechischer Basketballspieler
- Kątski, Antoni (1817–1899), polnischer Klaviervirtuose und Komponist
- Kątski, Apolinary (1825–1879), polnischer Violinist, Komponist und Pädagoge
- Kątski, Karol (1815–1867), polnischer Pianist, Musikpädagoge und Komponist
- Kątski, Stanisław (1820–1892), polnischer Pianist und Komponist
- Katsonis, Lambros (1752–1804), griechischer Freiheitskämpfer und Admiral
- Katsotas, Pausanias (1896–1991), griechischer Armeeoffizier und Politiker
- Katsoudi, Vasiliki, griechische Leichtathletin der Special Olympics
- Katsoulis, Sarah (* 1984), australische Schwimmerin
- Katsoupis, Vasilis (* 1977), griechischer Regisseur
- Katsouranis, Konstantinos (* 1979), griechischer Fußballspieler
- Katsouris, Bartholomaios (1928–2014), griechischer Geistlicher, griechisch-orthodoxer Bischof
- Katsouros, Floros (* 1937), deutsch-griechischer Kunsthändler und Autor
- Katsu Kaishū (1823–1899), japanischer Adliger, Politiker und Schiffsbauingenieur
- Katsu, Aki (* 1961), japanischer Mangaka
- Katsu, Alma (* 1959), US-amerikanische Autorin
- Katsu, Shintarō (1931–1997), japanischer Schauspieler, Sänger, Filmproduzent und RegisseurShintarō Katsu (1931–1997)

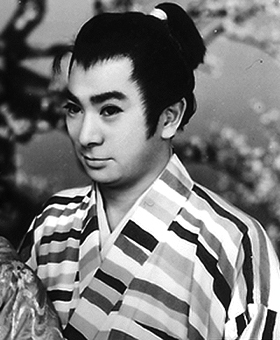
Shintarō Katsu (1931–1997)

- Katsuda, Tetsu (1896–1980), japanischer Maler
- Katsuhikari, Toshio (1942–2018), japanischer Sumōringer
- Katsuhira, Tokushi (1904–1971), japanischer Holzschnittkünstler
- Katsukawa, Shun’ei (1762–1819), japanischer Ukiyoe-Maler
- Katsukawa, Shunshō (1726–1793), Meister des japanischen Holzschnitts (Ukiyo-e)
- Katsuki Kiyoshi (1881–1950), japanischer Offizier, Generalleutnant der Kaiserlich-Japanischen Armee
- Katsuki, Hayato (* 1990), japanischer Geher
- Katsuki, Kyoto (* 1954), japanischer Judoka
- Katsuki, Yasuji (1905–1994), japanischer Physiologe
- Katsulas, Andreas (1946–2006), US-amerikanischer SchauspielerAndreas Katsulas (1946–2006)

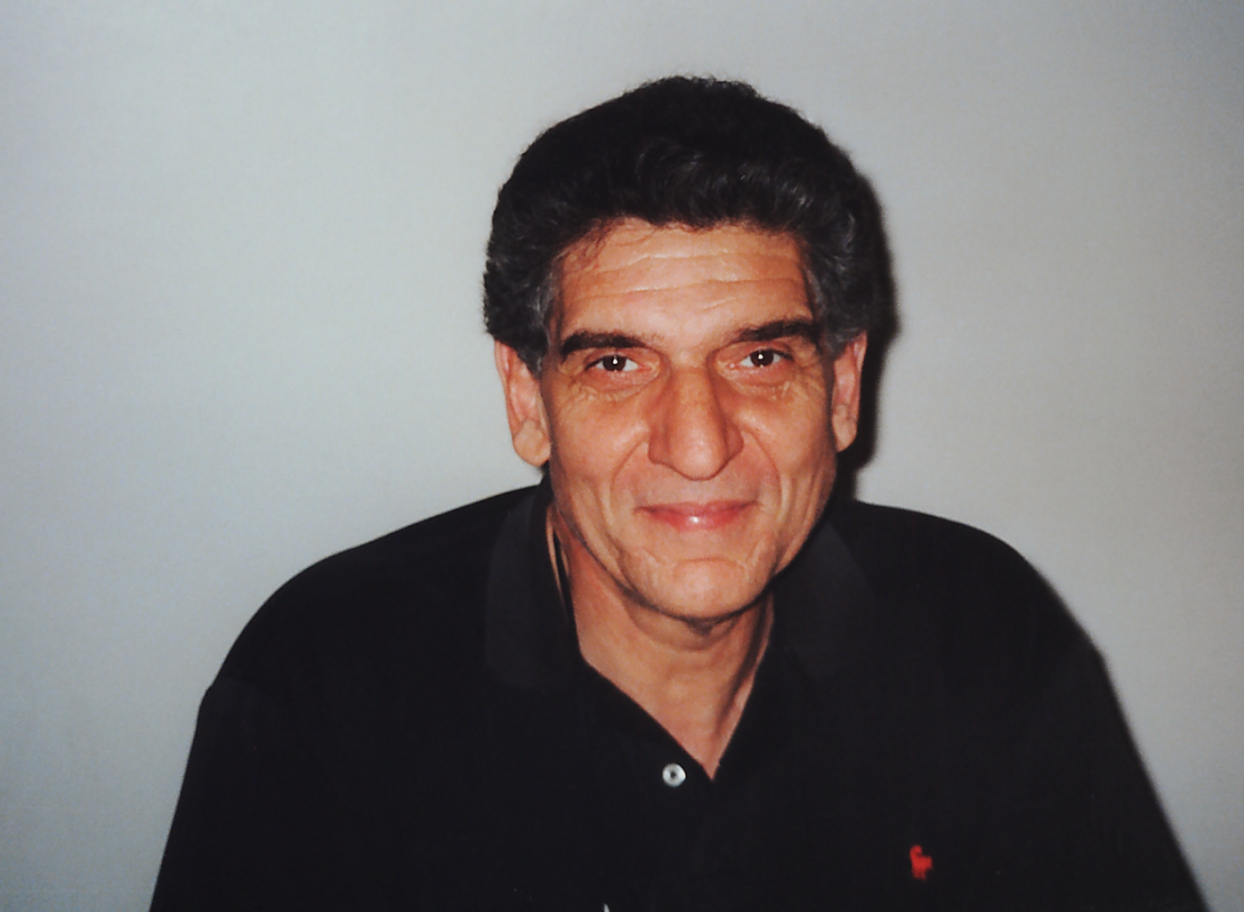
Andreas Katsulas (1946–2006)

- Katsumata, Seiichi (1908–1989), japanischer sozialistischer Politiker
- Katsumata, Susumu (* 1956), japanischer Fußballspieler
- Katsumata, Yoshinori (* 1985), japanischer Fußballspieler
- Katsumi, Nanari (* 2003), japanische Tennisspielerin
- Katsumoto, Seiichirō (1899–1967), japanischer Literaturkritiker
- Katsuni (* 1979), französische Pornodarstellerin
- Katsuno-Hayashikawa, Maki, japanische UNESCO-Mitarbeiterin
- Katsunuma, Seizō (1886–1963), japanischer Mediziner
- Katsura (1948–2014), japanischer Prinz
- Katsura Tarō (1848–1913), japanischer General und Politiker; 11., 13. und 15. Premierminister von Japan
- Katsura, Asuka, japanische Mangaka
- Katsura, Bunraku VIII. (1892–1971), japanischer Rakugo-Sprecher
- Katsura, Hideki (* 1970), japanischer Fußballspieler
- Katsura, Masakazu (* 1962), japanischer Mangaka (Comiczeichner)
- Katsura, Sanshi (* 1943), japanischer Raguko, Fernsehmoderator und Filmsprecher
- Katsura, Yuki (1913–1991), japanische Malerin
- Katsurada, Fujirō (1867–1946), japanischer Arzt und Pathologe
- Katsuragawa, Hoshū (1751–1809), japanischer Mediziner
- Katsuro, Yūji (* 1949), japanischer Skisportler
- Katsushika, Hokusai († 1849), japanischer Ukiyo-e-KünstlerKatsushika Hokusai († 1849)

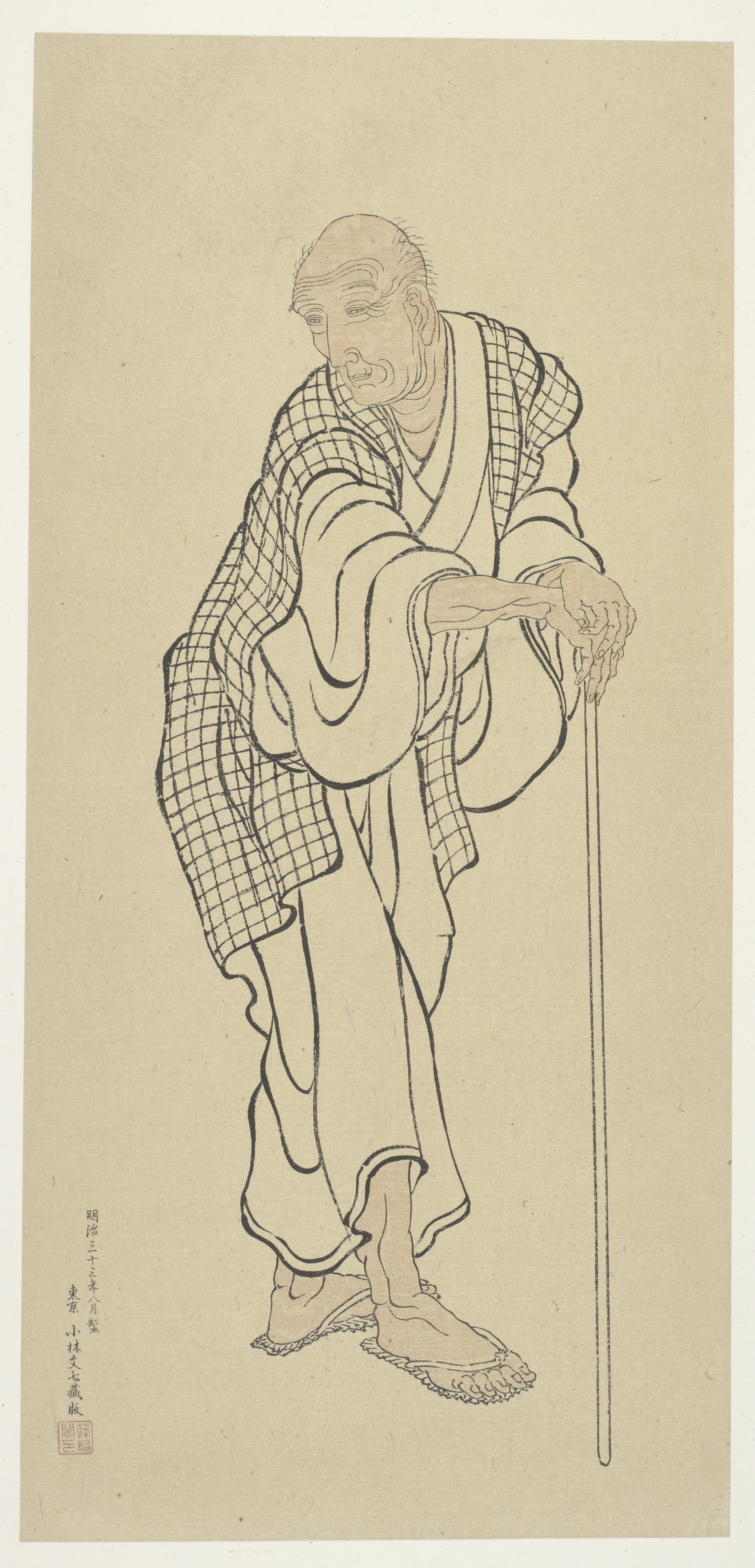
Katsushika Hokusai († 1849)

- Katsuta, Shōkin (1879–1963), japanischer Maler der Nihonga-Richtung
- Katsuta, Takamoto (* 1993), japanischer Rallyefahrer
- Katsuya, Bernard Taiji (* 1955), japanischer Geistlicher, römisch-katholischer Bischof von Sapporo
- Katsuya, Toshinobu (* 1961), japanischer Fußballspieler
- Katsuyama, Hitomi (* 1994), japanische Hammerwerferin
- Katsuyama, Maho (* 1984), japanische Skeletonpilotin

### Katt
- Katt, Carmen (* 1975), deutsche Schauspielerin und Synchronsprecherin
- Katt, Christian (* 1960), österreichischer Dichter und bildender Künstler
- Katt, Geraldine (1921–1995), österreichische Filmschauspielerin
- Katt, Nicky (* 1970), US-amerikanischer Schauspieler
- Katt, Stephan (* 1979), deutscher Motorradrennfahrer, Europa- und Weltmeister
- Katt, William (* 1951), US-amerikanischer Schauspieler
- Kattan, Assaad Elias (* 1967), orthodoxer Theologe
- Kattan, Chris (* 1970), US-amerikanischer Schauspieler und ComedianChris Kattan (* 1970)

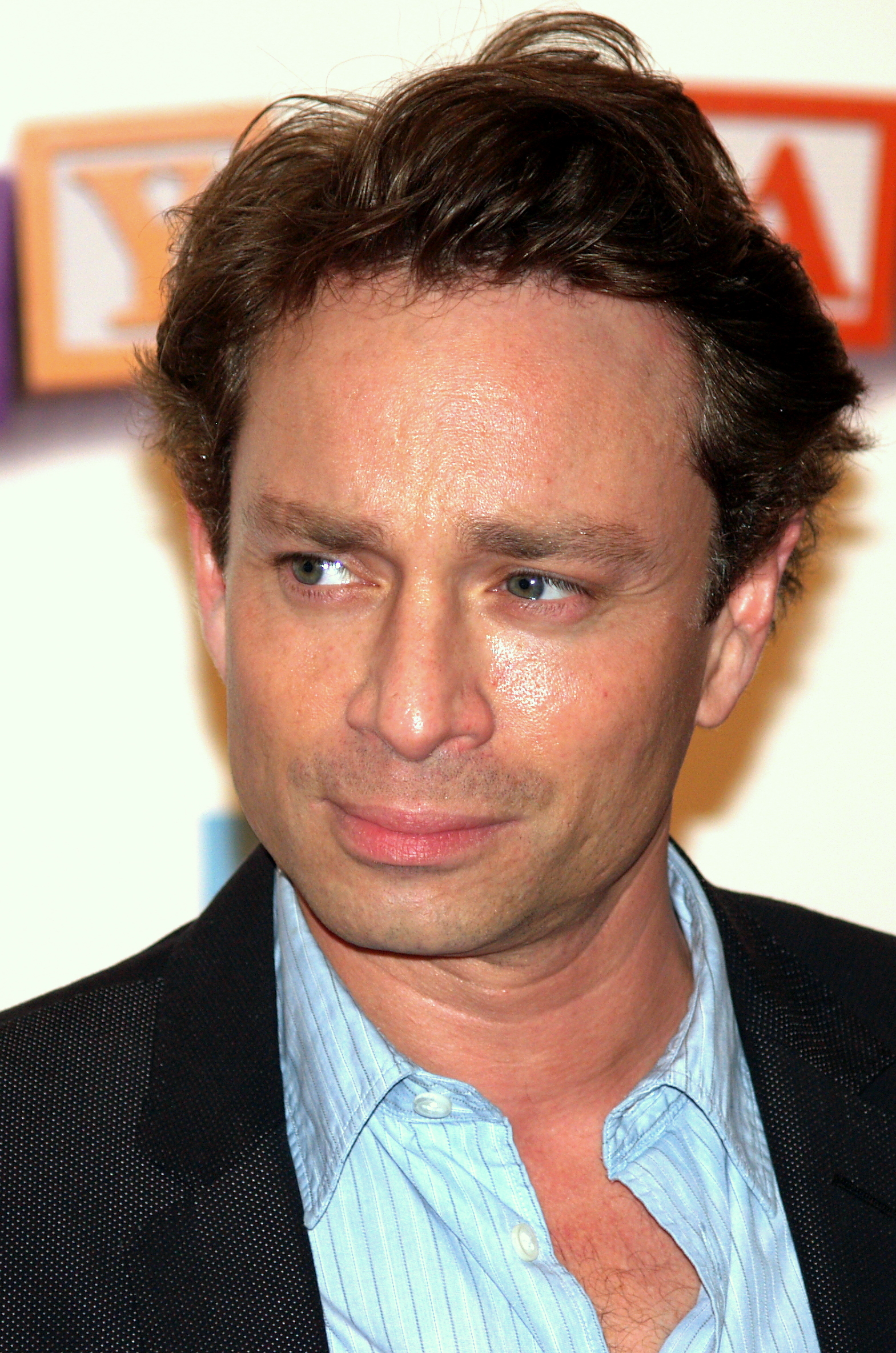
Chris Kattan (* 1970)

- Kattar, Demianos (* 1960), libanesischer Politiker
- Kattash, Oded (* 1974), israelisch-französischer Basketballspieler und -trainer
- Kattau, Gerd (* 1950), deutscher Badmintonspieler
- Katte, Adriaan (1900–1991), niederländischer Hockeyspieler
- Katte, August von (1711–1779), preußischer Major und Chef des IV. Stehenden Grenadier-Bataillons
- Katte, Bernhard Christian von (1700–1778), preußischer Generalmajor, Chef des Dragonerregiments Nr. 1
- Katte, Bodo von (1799–1876), deutscher Offizier und Parlamentarier
- Katte, Dieter (1941–2016), deutscher römisch-katholischer Geistlicher, Homiletiker und Publizist
- Katte, Friedrich Heinrich von (1740–1813), preußischer Generalleutnant, Chef des Dragonerregiments Nr. 4
- Katte, Friedrich von (1770–1836), preußischer Offizier und Freiheitskämpfer
- Katte, Gottfried von (1789–1866), preußischer Generalleutnant
- Katte, Hans Heinrich von (1681–1741), preußischer Generalfeldmarschall
- Katte, Hans Hermann von (1704–1730), Leutnant der preußischen Armee und Jugendfreund Friedrichs II.Hans Hermann von Katte (1704–1730)

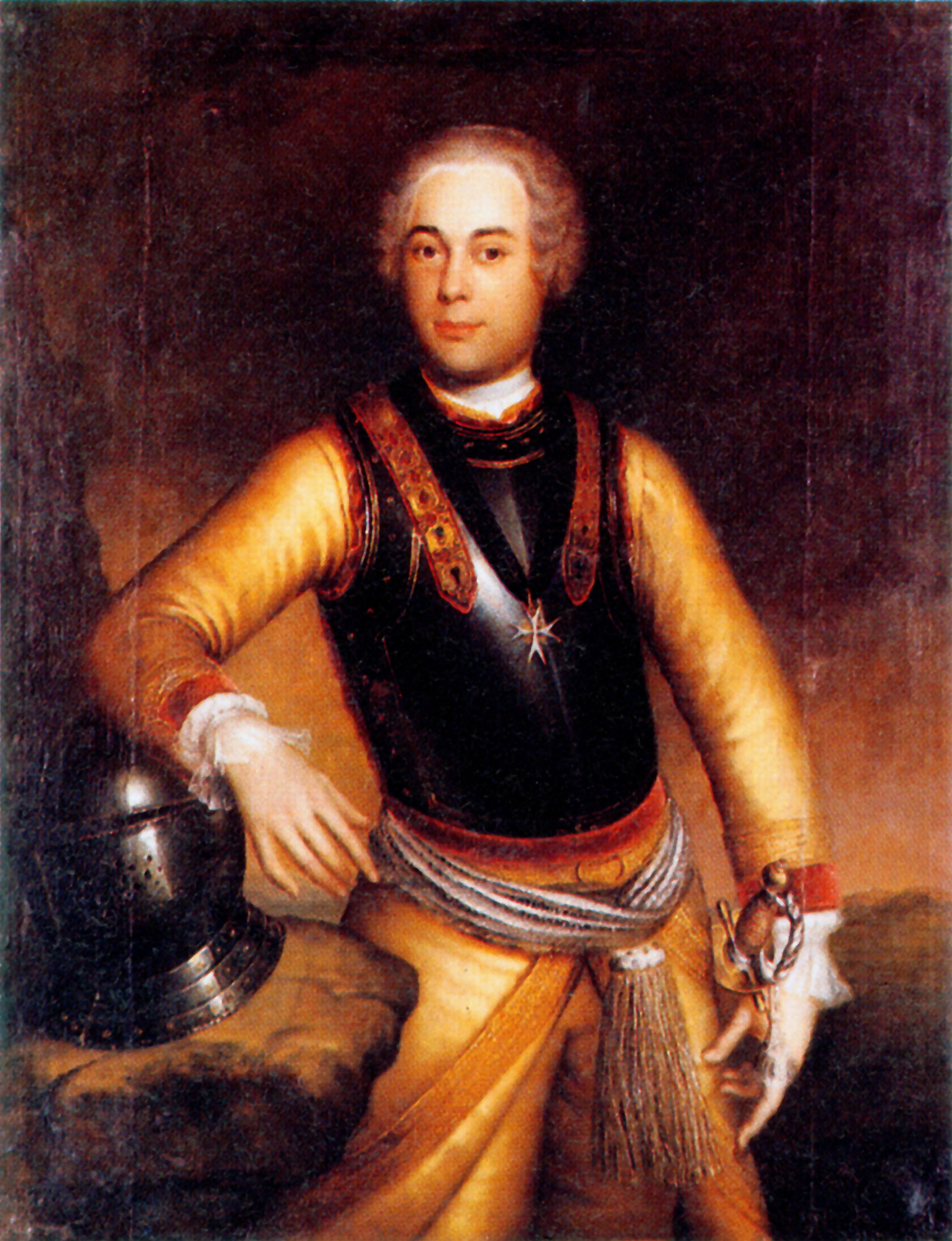
Hans Hermann von Katte (1704–1730)

- Katte, Heinrich Christoph von (1699–1760), preußischer Kriegsminister
- Katte, Johann Friedrich von (1698–1764), preußischer Generalleutnant und Chef des Altpreußisches Kürassierregiment K 3
- Katte, Karl Aemilius von (1706–1757), preußischer Generalmajor, Chef des Dragonerregiments Nr. 4
- Katte, Karl von (1750–1821), preußischer Landrat
- Kattelson, Sy (1923–2018), US-amerikanischer Fotograf
- Kattenbeck, Dieter (1936–2022), deutscher Diplom-Finanzwirt, Gewerkschafter und Senator (Bayern)
- Kattenbeck, Kira (* 1992), deutsche Badmintonspielerin
- Kattenbusch, Dieter (* 1952), deutscher Sprachwissenschaftler und Hochschullehrer, Professor für romanische Sprachwissenschaft
- Kattenbusch, Ferdinand (1851–1935), deutscher evangelischer Theologe, Ordinarius und Rektor
- Katteneder, Willibald (* 1968), österreichischer Bildhauer, Installationskünstler, Natur- und Landschaftsvermittler
- Kattenstroth, Ludwig (1906–1971), deutscher Beamter und Staatssekretär
- Kattentidt, Karl (1865–1931), deutscher Architekt und Politiker
- Katter, Berndt (1932–2014), finnischer Pentathlet
- Katter, Friedrich (1842–1913), deutscher Lehrer und Entomologe
- Katterbach, Klaus (1908–1971), deutscher Physiker
- Katterbach, Noah (* 2001), deutscher FußballspielerNoah Katterbach (* 2001)

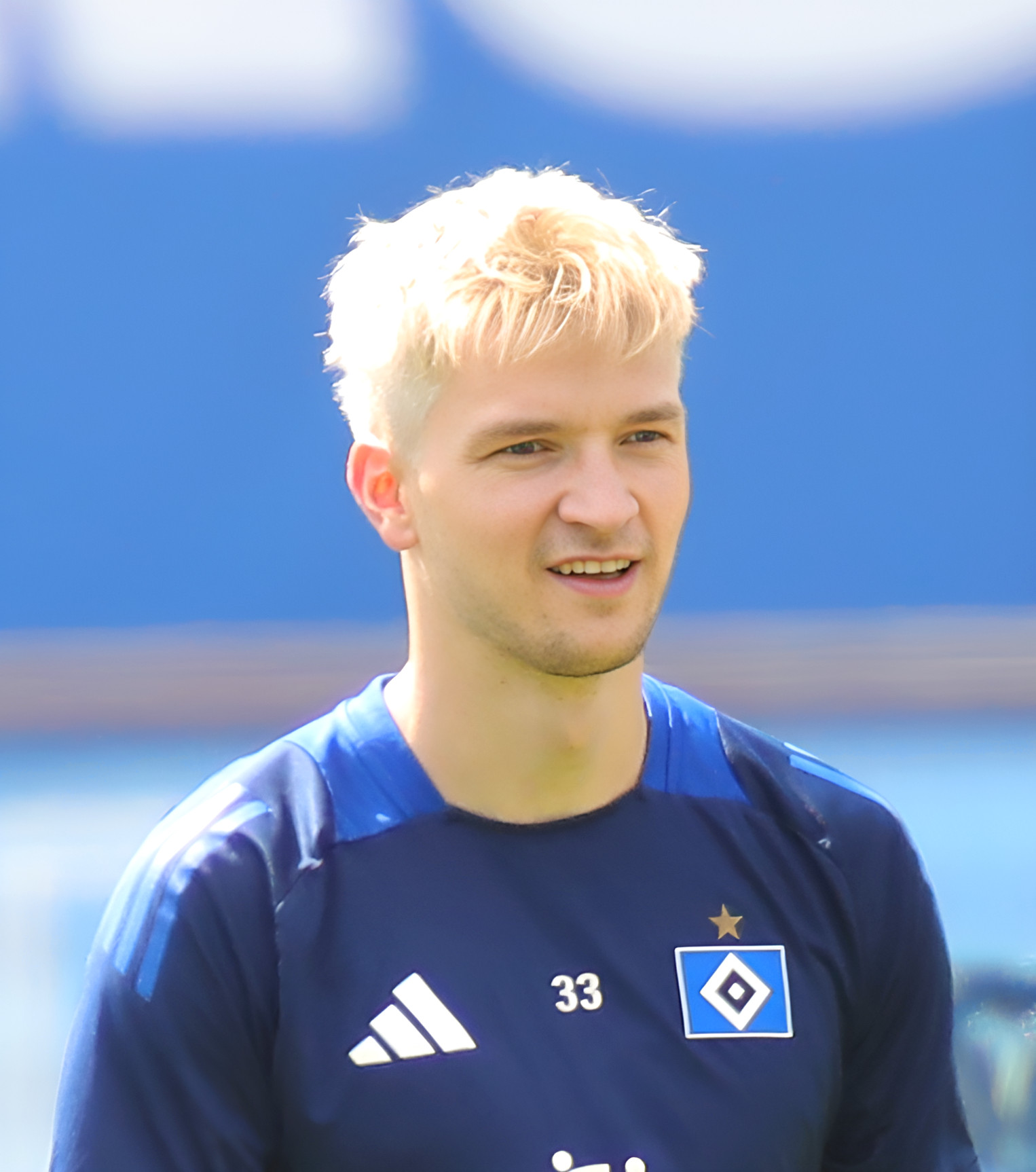
Noah Katterbach (* 2001)

- Katterbauer, Bernhard Anton († 1779), böhmischer Bildhauer und Holzschnitzer des Barocks
- Katterbauer, Franz Martin († 1730), böhmischer Bildhauer und Holzschnitzer des Barocks
- Katterfeld, Anna (1880–1964), deutsche Schriftstellerin
- Katterfelto († 1799), deutscher Zauberkünstler, wissenschaftlicher Referent und Quacksalber
- Kattermann, Gerhard (1907–1943), deutscher Bibliothekar
- Kattey, Ignatius (* 1948), anglikanischer Theologe und Erzbischof von Niger Delta North
- Katthagen, Bernd-Dietrich (* 1952), deutscher Orthopäde
- Katthöfer, Frank (* 1963), deutscher Unternehmer und Automobilrennfahrer
- Kattilakoski, Teemu (* 1977), finnischer Skilangläufer
- Kattilathu, Biyon (* 1984), deutscher Motivationstrainer, Autor und Dozent mit indischen WurzelnBiyon Kattilathu (* 1984)

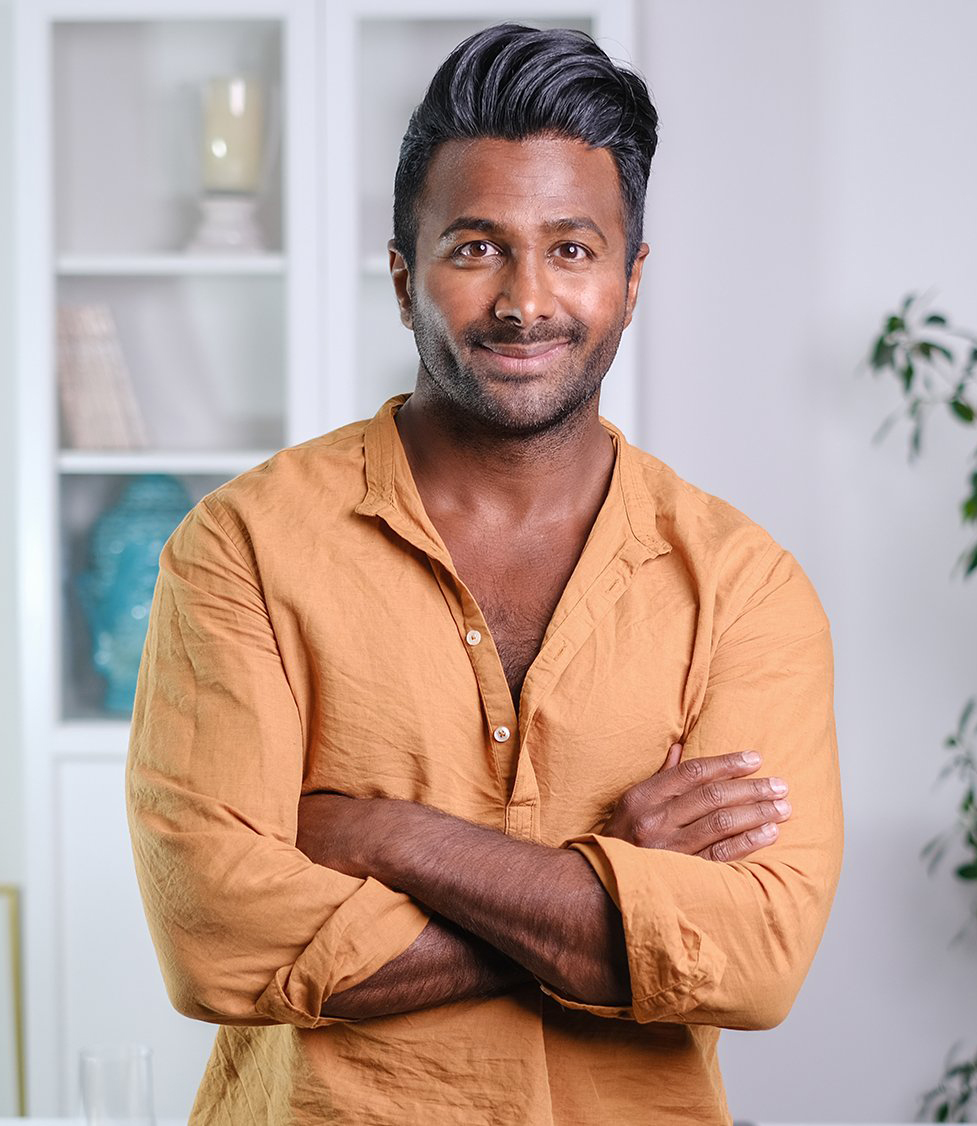
Biyon Kattilathu (* 1984)

- Kattinger, Luisa (* 1995), deutsche Radsportlerin
- Kattmann, Ulrich (* 1941), deutscher Biologe
- Kattner, Alfred (1896–1934), deutscher Parteifunktionär (KPD)
- Kattner, Clemens (1871–1945), österreichischer Architekt
- Kattner, Heinz (* 1947), deutscher Schriftsteller
- Kattner, Isabel (* 2000), deutsche Handballspielerin
- Kattner, Karin (* 1944), deutsche Badmintonspielerin
- Kattner, Markus (* 1970), deutsch-schweizerischer Fußballfunktionär
- Kattnig, Franc (* 1945), österreichischer Verleger
- Kattnig, Wolfgang (* 1963), österreichischer Triathlet
- Kattnigg, Evelyn (* 1966), österreichische Politikerin (FPÖ), Landtagsabgeordnete
- Kattnigg, Rudolf (1895–1955), österreichischer Komponist, Pianist und Dirigent
- Kattrukudiyil, John Thomas (* 1948), indischer Geistlicher, emeritierter römisch-katholischer Bischof von Itanagar
- Kattukallil, Samuel Irenios (* 1952), indischer Geistlicher, syro-malankarischer Bischof von Pathanamthitta
- Kattumana, Abraham (1944–1995), indischer Geistlicher, Erzbischof und vatikanischer Diplomat
- Kattwinkel, Eugen (1839–1909), deutscher Fabrikant und Abgeordneter
- Kattwinkel, Hans (1883–1958), deutscher Ingenieur, Erfinder und Unternehmer
- Kattwinkel, Lieselotte (* 1915), deutsche Schriftstellerin, Übersetzerin und Fotografin
- Kattwinkel, Wilhelm (1866–1935), deutscher Neurologe und Paläontologe
- Kattwinkel, Wilhelm (1883–1953), deutscher Politiker (NSDAP), MdR

### Katu
- Katukow, Michail Jefimowitsch (1900–1976), sowjetischer GeneralMichail Jefimowitsch Katukow (1900–1976)

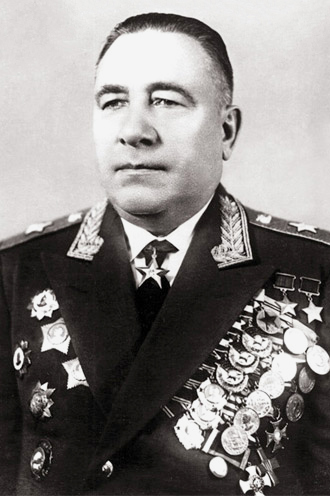
Michail Jefimowitsch Katukow (1900–1976)

- Katukowa, Jekaterina Sergejewna (1914–2015), russische ZK-Stenotypistin, Feldscherin und Schriftstellerin
- Katulis, Artūras (* 1981), litauischer Eishockeyspieler
- Katumbi, Moïse (* 1964), kongolesischer Geschäftsmann und Politiker
- Katunarić, Vjeran (* 1949), jugoslawischer bzw. kroatischer Soziologe
- Katunda, Eunice (1915–1990), brasilianische Komponistin
- Katundu, Lumeka (* 1991), sambische Sprinterin
- Katuoka, Saulius (* 1950), litauischer Rechtswissenschaftler
- Katus, Hugo A. (* 1951), deutscher Kardiologe und Hochschullehrer
- Katus, Ryszard (* 1947), polnischer Zehnkämpfer
- Katuschew, Konstantin Fjodorowitsch (1927–2010), sowjetischer Politiker und Diplomat
- Katusin, Vjekoslav (* 1983), kroatischer Filmregisseur, Drehbuchautor und Schauspieler
- Katuwa, König von Karkemiš
- Katuwal, Bishnu (* 1985), nepalesischer Badmintonspieler

### Katw
- Katwijk, Alain van (* 1979), niederländischer Radrennfahrer
- Katwijk, Alfons van (* 1951), niederländischer Radrennfahrer
- Katwijk, Jan van (* 1946), niederländischer Radrennfahrer
- Katwijk, Jos van, niederländischer Kunst- und Antiquitätenhändler
- Katwijk, Paul van (1885–1974), US-amerikanischer Pianist, Dirigent und Komponist
- Katwijk, Piet van (1949–2025), niederländischer Radrennfahrer

### Katy
- Katy B (* 1989), britische Singer-Songwriterin
- Katyal, Neal (* 1970), US-amerikanischer JuristNeal Katyal (* 1970)

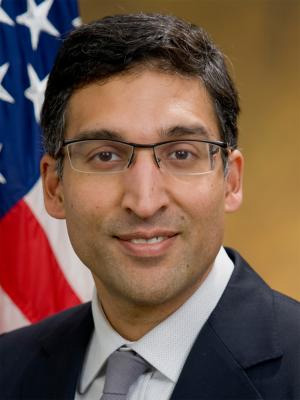
Neal Katyal (* 1970)

- Katys, Georgi Petrowitsch (1926–2017), sowjetischer Kosmonautenanwärter
- Katyschew, Alexei Jurjewitsch (1949–2006), sowjetischer Schauspieler
- Katyschew, Ruslan (* 1983), ukrainischer Leichtathlet

### Katz
- Katz, A. L., US-amerikanischer Autor und Produzent von Fernsehserien und Filmen
- Katz, Adolf (1899–1980), deutscher Politiker (NSDAP), Jurist, Polizist, MdR und SS-Führer
- Katz, Albert (1858–1923), deutscher Schriftsteller
- Katz, Alex (* 1927), US-amerikanischer Maler
- Katz, Alexander (1949–2021), deutscher Jazzmusiker (Posaune, Gesang) und Bandleader
- Katz, Alfred (* 1939), deutscher Jurist und Bürgermeister von Ulm
- Katz, Amir (* 1973), israelischer Pianist
- Katz, Amron Harry (1915–1997), US-amerikanischer Physiker und Luftaufklärungsspezialist
- Katz, Andreas (* 1954), deutscher Politiker (Bündnis 90/Die Grünen)
- Katz, Andreas (* 1988), deutscher Skilangläufer
- Katz, Anne Rose (1923–2011), deutsche Journalistin, Schriftstellerin und Drehbuchautorin
- Katz, Benjamin (* 1939), deutscher Fotograf
- Katz, Bernard (1911–2003), britischer Biophysiker, Neurophysiologe und NobelpreisträgerBernard Katz (1911–2003)

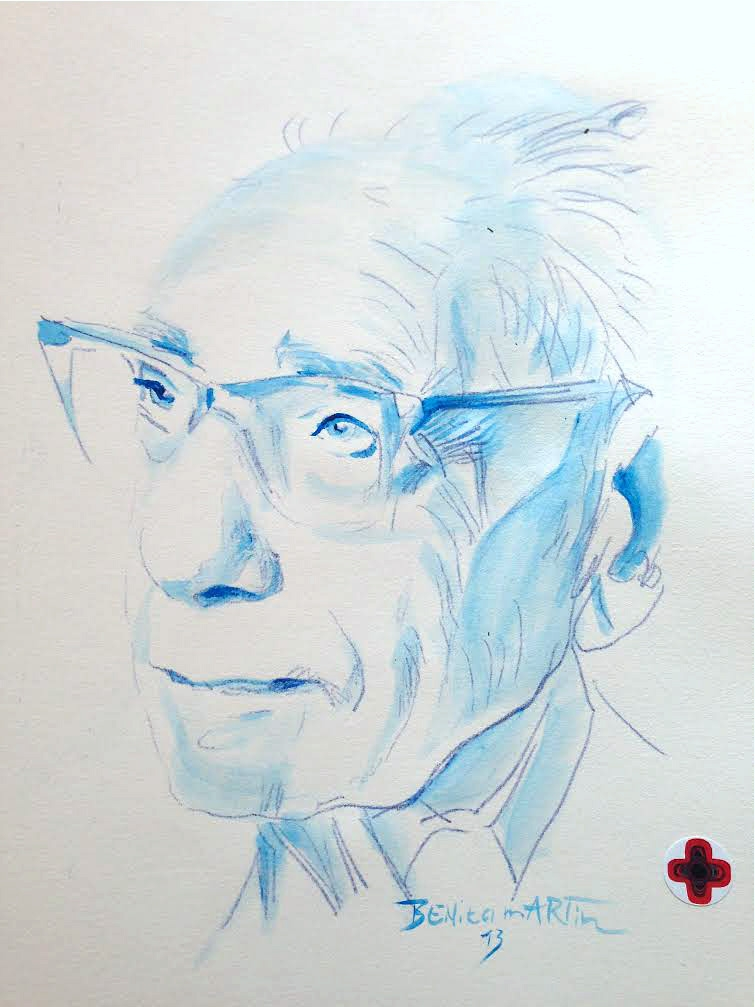
Bernard Katz (1911–2003)

- Katz, Betty (1872–1944), Direktorin des Jüdischen Blindenheims, Opfer des Holocaust
- Katz, Carl (1899–1972), deutscher Unternehmer, Vorsitzender der jüdischen Gemeinde Bremen
- Katz, Cary (* 1970), US-amerikanischer Unternehmer und Pokerspieler
- Katz, Casimir (1925–2008), deutscher Unternehmer und Verleger
- Katz, Casimir Otto (1856–1919), deutscher Holzindustrieller
- Katz, Casimir Rudolf (1824–1880), deutscher Holzindustrieller und Politiker, MdR
- Katz, Charles (1927–1974), amerikanischer Mathematiker und Informatiker
- Katz, Daniel (1903–1998), US-amerikanischer Psychologe
- Katz, Daniel (* 1938), finnischer Schriftsteller
- Katz, David (1884–1953), deutscher Experimental-Psychologe
- Katz, Delwin (1887–1933), deutscher Arzt und KZ-Häftling
- Katz, Dick (1916–1981), britischer Jazzmusiker (Piano)
- Katz, Dick (1924–2009), US-amerikanischer Jazzmusiker (Piano, Komposition, Arrangement) und Musikpublizist und -produzent
- Katz, Dill (1946–2025), britischer Jazzbassist
- Katz, Dovid (* 1956), US-amerikanischer Linguist des Jiddischen, politischer Aktivist
- Katz, Eberhard (1928–2002), deutscher Opernsänger
- Katz, Elias (1901–1947), finnischer Leichtathlet
- Katz, Elihu (1926–2021), israelisch-amerikanischer Soziologe und Hochschullehrer
- Katz, Ephraim (1932–1992), israelischer Filmjournalist und Autor
- Katz, Eric, US-amerikanischer Mathematiker
- Katz, Erich (1900–1973), deutschamerikanischer Musikwissenschaftler, Komponist, Musikkritiker und Musiker
- Katz, Franz (1781–1851), deutscher Porträt- und Miniaturmaler, Zeichner, Kunstlehrer, Kunsthändler und Kunstsammler
- Katz, Franz (1887–1955), tschechoslowakischer Politiker
- Katz, Fred (1919–2013), US-amerikanischer Cellist, Komponist und Musikethnologe
- Katz, Friedrich (1927–2010), österreichischer Ethnologe, Professor für lateinamerikanische Geschichte in Berlin und später in Chicago
- Katz, Friedrich Adolf (1893–1956), deutscher Bankdirektor und Politiker (parteilos)
- Katz, Gail, US-amerikanische Filmproduzentin und Hochschullehrerin
- Katz, Gary (* 1940), amerikanischer Musikproduzent
- Katz, Gerson ben Salomo Kohen (* 1475), Prager Buchdrucker
- Katz, Gilad (* 1968), israelisch-deutscher Basketballspieler
- Katz, Gilles (1937–2022), französischer Schauspieler, Regisseur und Drehbuchautor
- Katz, Gloria (1942–2018), US-amerikanische Drehbuchautorin und Produzentin
- Katz, Guillaume (* 1989), Schweizer Fussballspieler
- Katz, Günter (* 1962), deutscher GeneralmajorGünter Katz (* 1962)

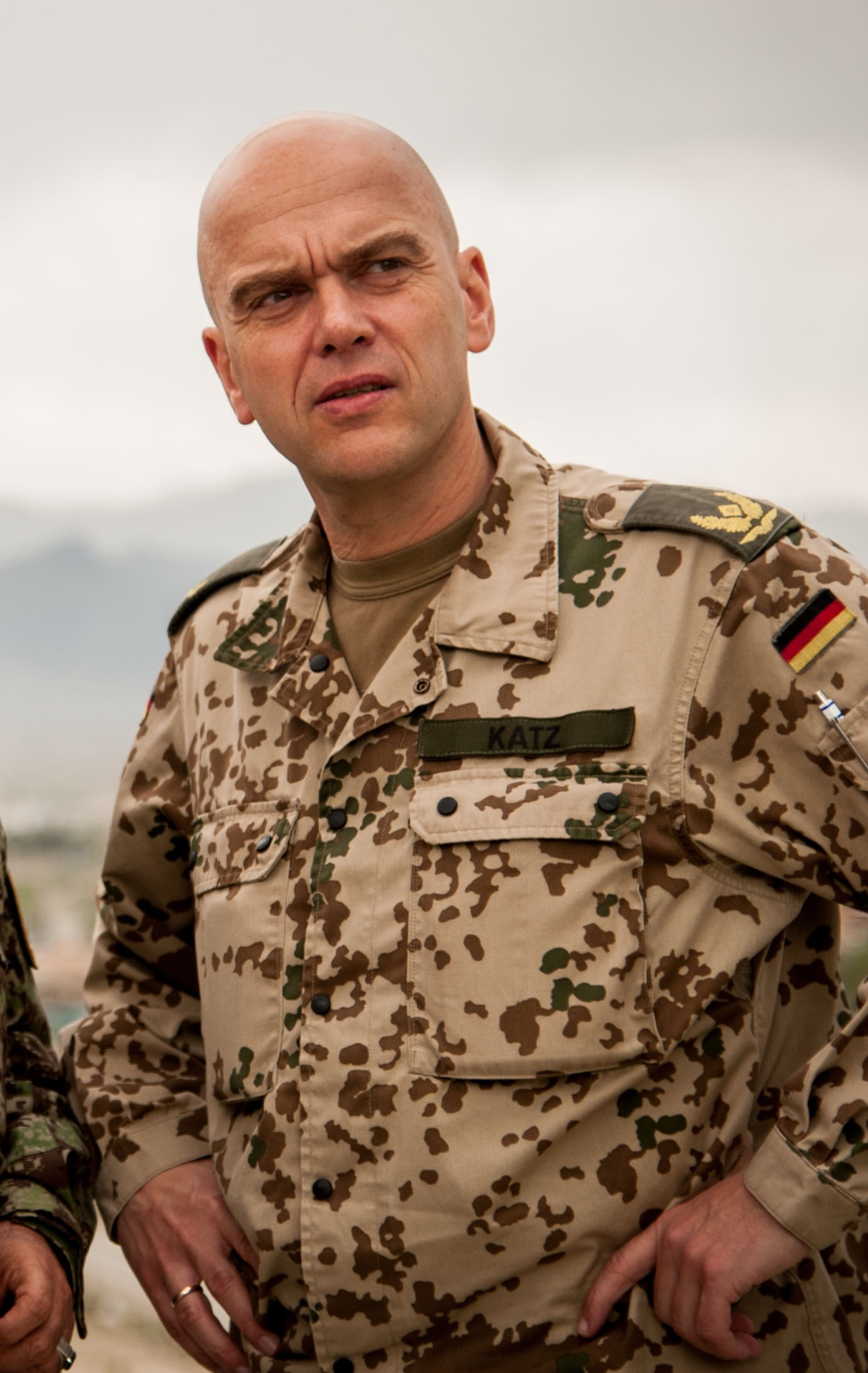
Günter Katz (* 1962)

- Katz, H. W. (1906–1992), österreichischer Schriftsteller und Journalist
- Katz, Haim (* 1947), israelischer Politiker
- Katz, Hanna (1895–1982), deutsche Juristin und Rechtsanwältin
- Katz, Hanna (1902–1986), deutsche Politikerin (FDP)
- Katz, Hanns Ludwig (1892–1940), deutscher Maler des Expressionismus
- Katz, Hartmut (1943–1996), deutscher Finnougrist und Sprachwissenschaftler
- Katz, Irma (1886–1933), österreichische Porträtmalerin
- Katz, Israel (1927–2010), österreichisch-israelischer Politiker
- Katz, Israel (* 1955), israelischer PolitikerIsrael Katz (* 1955)

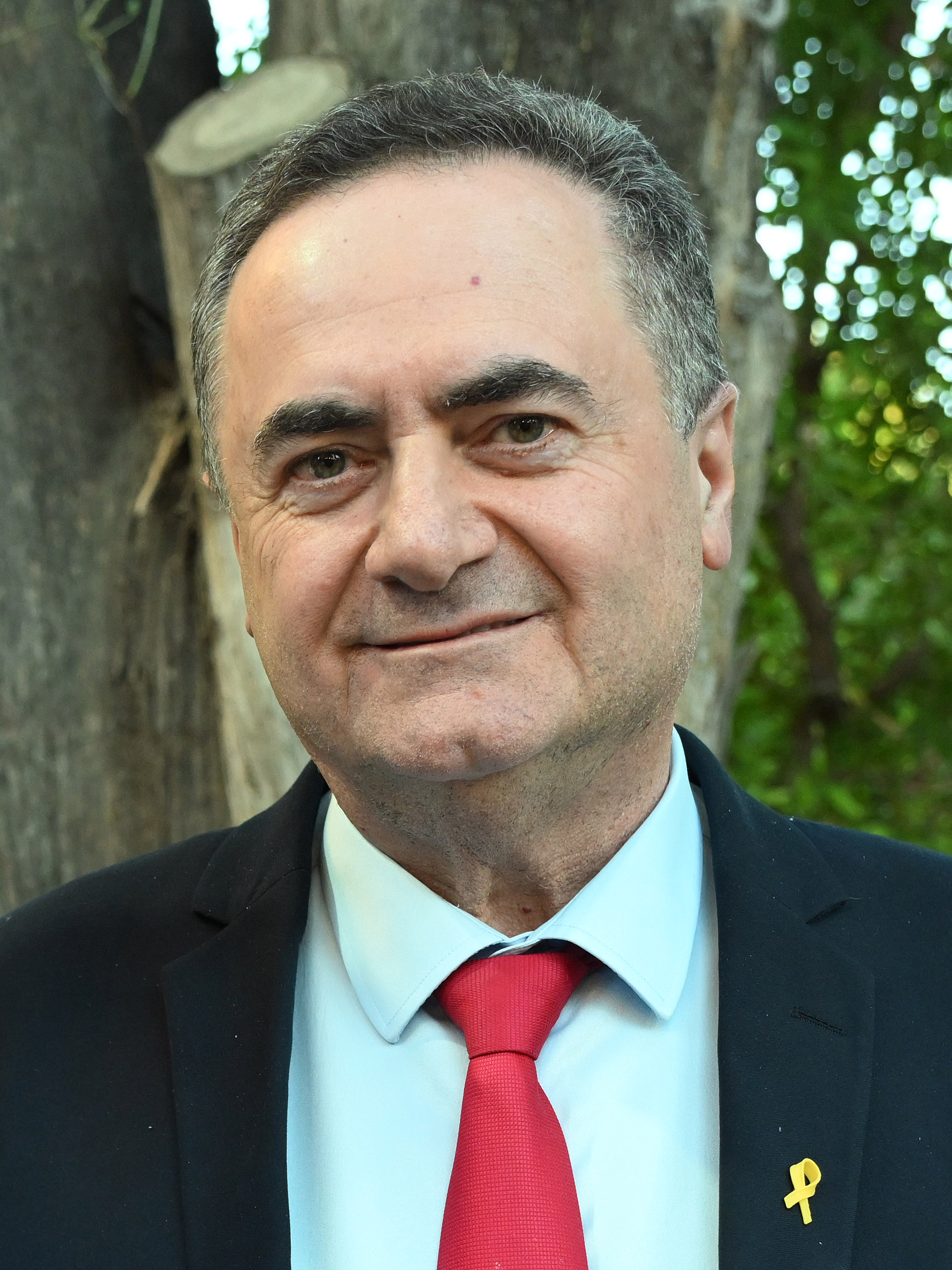
Israel Katz (* 1955)

- Katz, Iwan (1889–1956), deutscher Politiker (SPD, USPD, KPD, SED), MdR

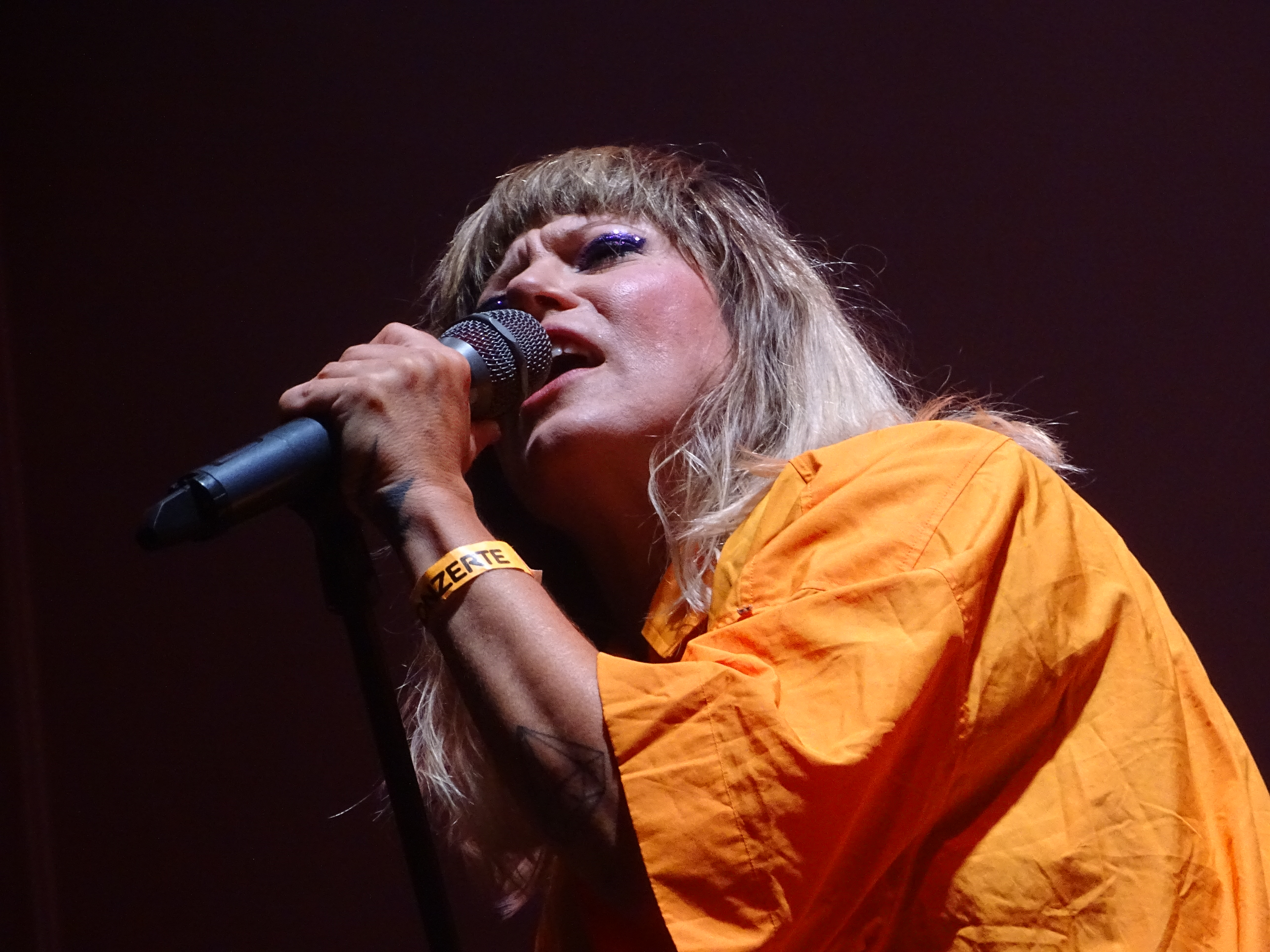
Mieze Katz (* 1979)

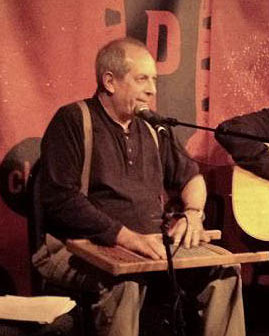
Steve Katz (* 1945)

- Katz, Jack (* 1944), US-amerikanischer Soziologe und Hochschullehrer
- Katz, Jacob (1904–1998), israelischer Historiker
- Katz, James C. (* 1940), US-amerikanischer Filmrestaurator und Filmproduzent
- Katz, Janina (1939–2013), dänische Schriftstellerin, Übersetzerin und Dichterin
- Katz, Jeff (* 1943), US-amerikanischer Musikproduzent
- Katz, Jerrold (1932–2002), US-amerikanischer Philosoph und Linguist
- Katz, Jonathan David (* 1958), US-amerikanischer Kunsthistoriker
- Katz, Jonathan Ned (* 1938), US-amerikanischer Historiker
- Katz, Joseph († 2004), US-amerikanischer Spion für sowjetische Geheimdienste
- Katz, Joshua (* 1969), US-amerikanischer Linguist und Altphilologe
- Katz, Karl (1929–2017), US-amerikanischer Kunsthistoriker und Museumsleiter
- Katz, Lawrence (* 1959), US-amerikanischer Wirtschaftswissenschaftler
- Katz, Leo (1892–1954), österreichischer Schriftsteller deutscher und jiddischer Sprache
- Katz, Louis N. (1897–1973), US-amerikanischer Mediziner
- Katz, Maxim Jewgenjewitsch (* 1984), russischer Politiker und YouTuber
- Katz, Melanie, deutsch-schweizerische Autorin und Soziologin
- Katz, Michael (* 1954), österreichischer Filmproduzent und Filmproduktionsleiter
- Katz, Mieze (* 1979), deutsche Sängerin der Band MIAMieze Katz (* 1979)
- Katz, Mike (* 1944), US-amerikanischer Bodybuilder
- Katz, Milton (1907–1995), US-amerikanischer Jurist und Sonderbeauftragter für den Marshall-Plan
- Katz, Mîndru (1925–1978), israelischer Pianist
- Katz, Nathan (1892–1981), französischer Schriftsteller, alemannischer Lyriker, alemannischer Dramatiker
- Katz, Nets (* 1973), US-amerikanischer Mathematiker
- Katz, Nicholas (* 1943), US-amerikanischer Mathematiker
- Katz, Omri (* 1976), amerikanischer Schauspieler
- Katz, Otto (1895–1952), tschechoslowakischer Autor und Agent
- Katz, Otto (1904–1976), deutscher evangelischer Theologe
- Katz, Pamela (* 1958), US-amerikanische Drehbuchautorin, Schriftstellerin und Professorin
- Katz, Paul (* 1941), US-amerikanischer Cellist und Musikpädagoge
- Katz, Phil (1962–2000), amerikanischer Softwareentwickler, Erfinder der ZIP-Kompression
- Katz, Pierre (1927–2006), französischer Militär, Luftfahrttechniker und Forscher der jüdischen Kultur und Geschichte im Elsass
- Katz, Richard (1888–1968), deutsch-brasilianischer Journalist und Reiseschriftsteller böhmischer Herkunft
- Katz, Rieke (* 1986), deutsche Jazzmusikerin (Sängerin, Pianistin)
- Katz, Robert (1933–2010), US-amerikanischer investigativer Schriftsteller und Drehbuchautor
- Katz, Robert A. (1943–2022), US-amerikanischer Filmproduzent und Filmschaffender
- Katz, Ronald A. (1936–2025), US-amerikanischer Erfinder
- Katz, Rosa (* 1880), jüdische Psychiatrie-Patientin, NS-Opfer
- Katz, Rosa (1885–1976), deutsche Pädagogin und Entwicklungspsychologin
- Katz, Ross (* 1971), US-amerikanischer Filmproduzent und Filmregisseur
- Katz, Rudolf (1895–1961), deutscher Politiker (SPD), MdL, VerfassungsrichterRudolf Katz (1895–1961)

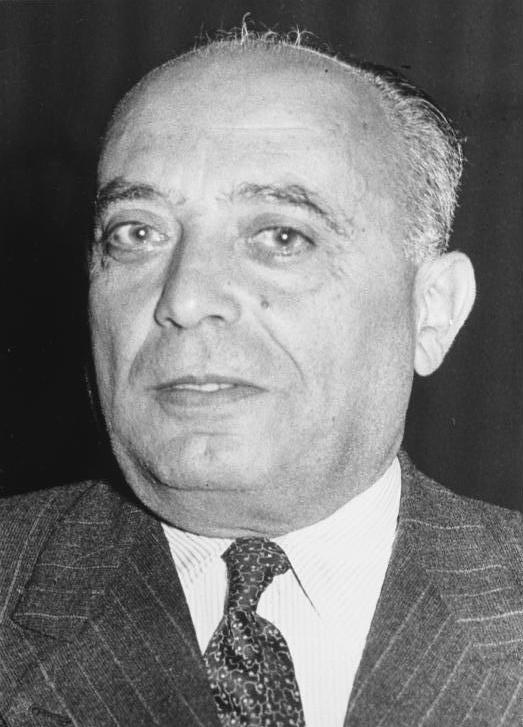
Rudolf Katz (1895–1961)

- Katz, Samuel L. (1927–2022), US-amerikanischer Mediziner (Pädiatrie), Virologe und Impfstoffentwickler
- Katz, Schmuel (1914–2008), israelischer Politiker, Schriftsteller, Historiker und Journalist
- Katz, Sheldon (* 1956), US-amerikanischer Mathematiker
- Katz, Shmuel (1926–2010), ungarisch-israelischer Künstler
- Katz, Sidney (1918–2009), US-amerikanischer Filmeditor
- Katz, Simon, deutscher Privatbankier und Wirtschaftsmanager
- Katz, Stephan (* 1970), deutscher Comiczeichner
- Katz, Stephen (1945–2023), US-amerikanischer Toningenieur und Tontechniker
- Katz, Stephen M. (* 1946), US-amerikanischer Kameramann
- Katz, Steve (1935–2019), US-amerikanischer Schriftsteller
- Katz, Steve (* 1945), amerikanischer Gitarrist und SängerSteve Katz (* 1945)
- Katz, Steven T. (* 1944), US-amerikanischer Historiker
- Katz, Thomas (* 1936), US-amerikanischer Chemiker und Hochschullehrer
- Katz, Victor J. (* 1942), US-amerikanischer Mathematiker, Mathematikhistoriker und Mathematikpädagoge
- Katz, Viktor (1880–1940), tschechischer Münzsammler und Numismatiker
- Katz, Virginia, US-amerikanische Filmeditorin
- Katz, Walter (1901–1988), deutsch-israelischer Wirtschaftsjurist und Verbandsfunktionär
- Katz, Wilhelm (1841–1921), badischer und preußischer Offizier
- Katz, William (1895–1988), deutscher Lehrer, Kantor und Rabbiner
- Katz, Willy (1878–1947), deutsch-jüdischer Mediziner
- Katz, Zwi (1927–2024), Überlebender des Holocaust und Autor
- Katz-Aereboe, Julie (1888–1927), deutsche Malerin und Kunstpädagogin
- Katz-Karmer, Artur (1910–1986), deutscher Rundfunkjournalist
- Katz-Oz, Avraham (* 1934), israelischer Politiker
- Katzarkov, Ludmil (* 1961), bulgarischer Mathematiker
- Katzav, Mosche (* 1945), israelischer Präsident (2000–2007)Mosche Katzav (* 1945)

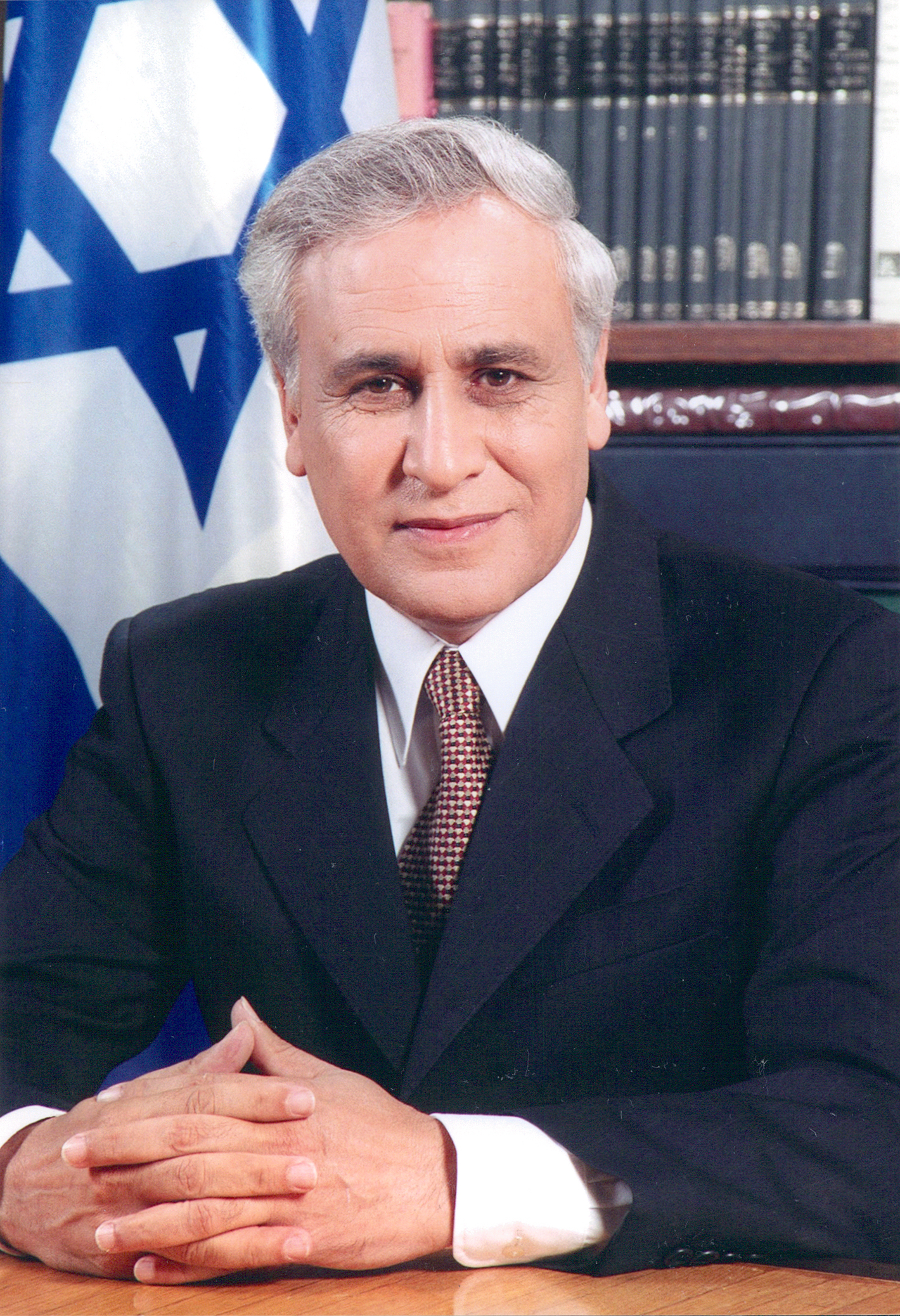
Mosche Katzav (* 1945)

- Katzberg, Ethan (* 2002), kanadischer Leichtathlet
- Katzberger, Paul (1921–2014), österreichischer Architekt und Bürgermeister von Perchtoldsdorf
- Katze, Tobi (* 1981), deutscher Autor und Slampoet
- Katzenbach, John (* 1950), amerikanischer Schriftsteller
- Katzenbach, Nicholas (1922–2012), US-amerikanischer Politiker
- Katzenbach, Rolf (* 1950), deutscher Bauingenieur
- Katzenbeier, Hubert (* 1936), deutscher Jazzmusiker
- Katzenbeisser, Rainer (* 1978), österreichischer Kraftsportler
- Katzenberg, Jacob (* 1888), US-amerikanischer Mobster
- Katzenberg, Jeffrey (* 1950), US-amerikanischer Filmproduzent
- Katzenberger, Andrea (* 1962), deutsche Filmregisseurin und Drehbuchautorin
- Katzenberger, Daniela (* 1986), deutsches Model, Autorin, Reality-TV-Darstellerin und SängerinDaniela Katzenberger (* 1986)

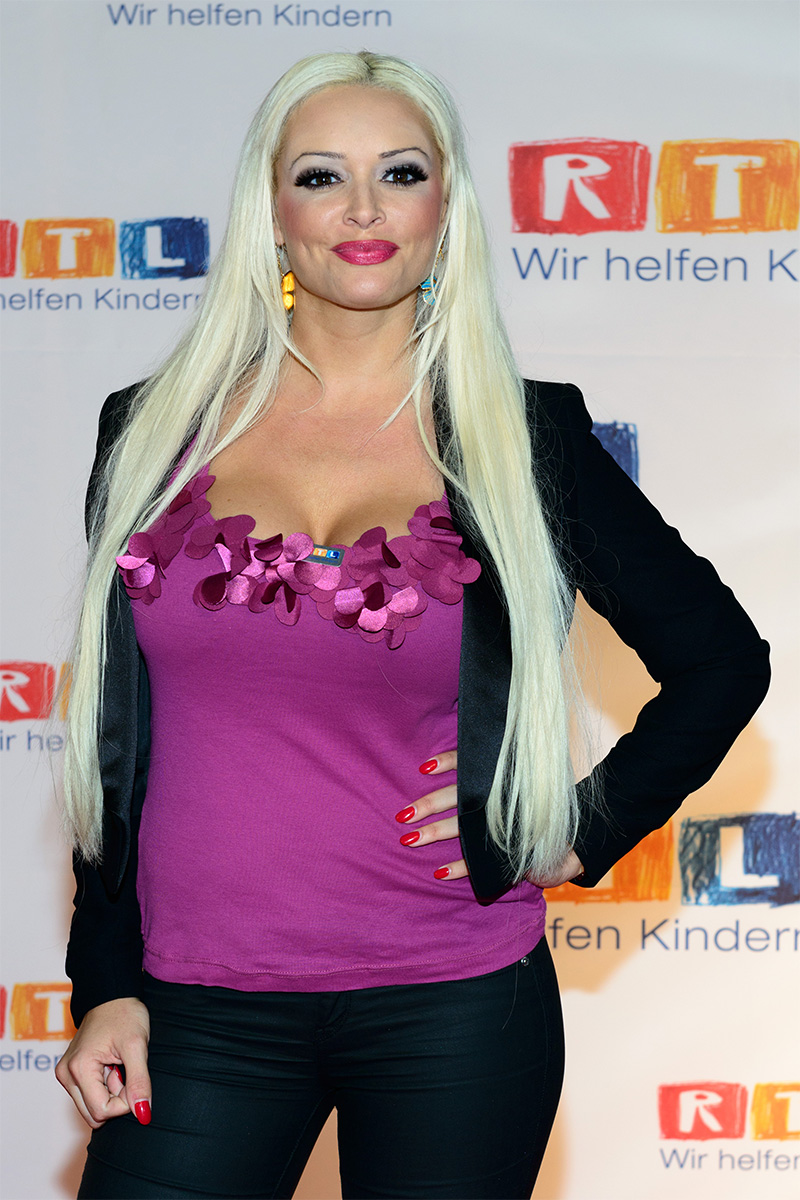
Daniela Katzenberger (* 1986)

- Katzenberger, Günter (1937–2020), deutscher Musikwissenschaftler und Hochschullehrer
- Katzenberger, Hermann (1891–1958), deutscher Diplomat und Staatsbeamter
- Katzenberger, Leo (1873–1942), deutscher Geschäftsmann
- Katzenberger, Rudolf (1912–1999), deutscher Koch, Autor von kulinarischer Literatur
- Katzenbogen, Jakub (1857–1908), polnischer Maler und Zeichenlehrer
- Katzenellenbogen, Adolf (1901–1964), deutschamerikanischer Kunsthistoriker
- Katzenellenbogen, Albert (* 1863), deutscher Justizrat, Bankier und Opfer des Holocaust
- Katzenellenbogen, Edwin (* 1882), Häftlingsarzt im KZ Buchenwald
- Katzenellenbogen, Estella (1886–1991), deutsche Kunstsammlerin und Galeristin
- Katzenellenbogen, Jehezkel († 1749), Rabbiner
- Katzenellenbogen, Ludwig (1877–1944), BrauereidirektorLudwig Katzenellenbogen (1877–1944)

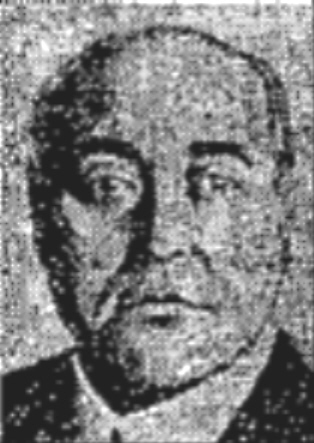
Ludwig Katzenellenbogen (1877–1944)

- Katzenellenbogen, Meir († 1565), venezianischer Rabbiner
- Katzenellenbogen, Oskar (1876–1942), polnischer Journalist und Literaturkritiker
- Katzenellenbogen, Tamara Dawydowna (1894–1976), russisch-sowjetische Architektin und Städtebauerin
- Katzenelnbogen, Franz Philipp Knebel von (1736–1816), österreichischer Gesandter in Sachsen
- Katzenelnbogen, Ottilie von († 1517), Markgräfin von Baden
- Katzenelson, Ariel (* 1993), israelischer Volleyballspieler
- Katzenelson, Jizchak (1886–1944), jüdischer Lyriker und Dramatiker
- Katzengruber, Franz (1901–1994), österreichischer Politiker (SPÖ), Landtagsabgeordneter, Abgeordneter zum Nationalrat
- Katzengruber, Werner (* 1963), österreichischer Sachbuchautor und Coach
- Katzenmaier, Katharina (1918–2000), deutsche katholische Nonne und NS-Opfer
- Katzenmeier, Adolf (1934–2016), deutscher Physiotherapeut
- Katzenmeier, Christian (* 1964), deutscher Rechtswissenschaftler und Professor
- Katzenstein, Alfred (1915–2000), deutschamerikanischer Psychologe, Psychotherapeut sowie politisch motivierter Widerstandskämpfer in der Zeit des Nationalsozialismus
- Katzenstein, Bernd (1940–2025), deutscher Publizist und Journalist
- Katzenstein, Dietrich (1923–2008), deutscher Jurist, Richter des Bundesverfassungsgerichts
- Katzenstein, Edgar (1879–1953), deutscher Ruderer
- Katzenstein, Ernst (1897–1989), deutscher Rechtsanwalt und Zionist
- Katzenstein, Ernst-Ulrich (1936–2020), Schweizer Politiker der DSP
- Katzenstein, Hermino (* 1969), deutscher Politiker (Bündnis 90/Die Grünen), MdL
- Katzenstein, Johann Baptist von (1548–1624), Hofkriegsrat und Chorherr von Feuchtwangen
- Katzenstein, Juan Carlos (1925–2018), argentinischer Diplomat
- Katzenstein, Kurt (1895–1984), deutscher und später südafrikanischer Militärpilot, Ingenieur, Unternehmer, Fluglehrer und Verkehrspilot
- Katzenstein, Leopold (1843–1915), US-amerikanischer Ingenieur
- Katzenstein, Louis (1822–1907), deutscher Maler
- Katzenstein, Mary Fainsod (* 1945), US-amerikanische Politikwissenschaftlerin
- Katzenstein, Matthias (* 1971), deutscher Rechtswissenschaftler, Autor und Richter am Bundesgerichtshof
- Katzenstein, Moritz (1872–1932), deutscher Chirurg
- Katzenstein, Peter (* 1945), deutscher Politikwissenschaftler
- Katzenstein, Richard (1868–1942), deutscher Chemiker und Unternehmer, Opfer des Holocaust
- Katzenstein, Robert (1928–2006), deutscher marxistischer Wirtschaftswissenschaftler
- Katzenstein, Simon (1868–1945), deutscher Politiker der SPD
- Katzenstein, Uri (1951–2018), israelischer bildender Künstler, Bildhauer, Musiker, Erbauer von Musikinstrumenten und Klangmaschinen sowie Filmemacher
- Katzenstein, Walter (* 1902), deutscher jüdischer Rechtsanwalt und Opfer des Holocaust
- Katzenstein, Walther (1878–1929), deutscher Ruderer
- Katzenstein, Willy (1874–1951), deutscher Rechtsanwalt und Politiker (DDP)
- Katzenstein, Xenia (* 1943), österreichische Schauspielerin, Requisiteurin und Model
- Katzer, Catarina (* 1973), deutsche Volkswirtin
- Katzer, Ernst (1839–1921), deutscher Pastor, sächsischer Kirchenrat und Publizist
- Katzer, Frederick Xavier (1844–1903), österreichischer Geistlicher und römisch-katholischer Erzbischof von Milwaukee
- Katzer, Friedrich (1861–1925), böhmisch-österreichischer Geologe und Mineraloge
- Katzer, Georg (1935–2019), deutscher Komponist
- Katzer, Hans (1919–1996), deutscher Politiker (CDU), MdB, MdEPHans Katzer (1919–1996)

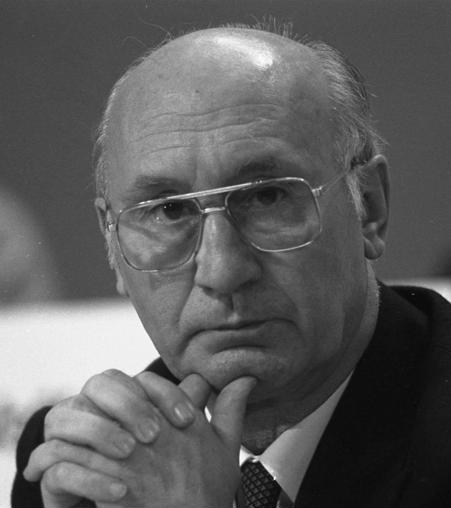
Hans Katzer (1919–1996)

- Katzer, Josef, Kürschner in Budapest
- Katzer, Markus (* 1979), österreichischer FußballspielerMarkus Katzer (* 1979)

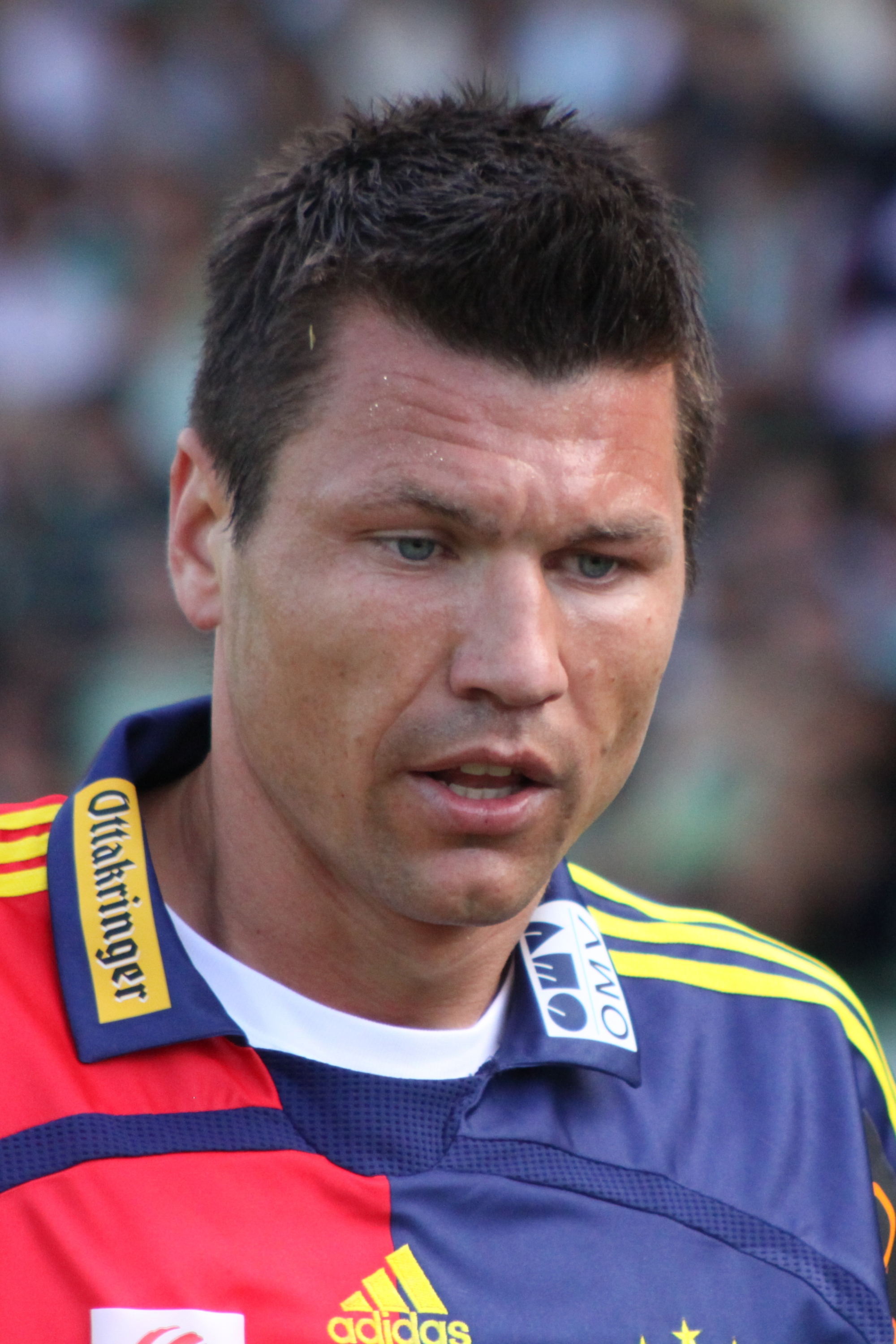
Markus Katzer (* 1979)

- Katzer, Martha (1897–1946), deutsche Keramikerin und Malerin
- Katzer, Miriam (* 1994), deutsche Schauspielerin
- Katzer, Nikolaus (* 1952), deutscher Historiker
- Katzer, Olaf (* 1980), deutscher Chordirigent und Hochschullehrer
- Katzer, Patrick (* 1996), deutscher Schauspieler
- Katzer, Rudolf (* 1888), deutscher Radsportler
- Katzer, Tim-Philip (* 1993), deutscher Eishockeyspieler
- Katzer, Viktor, deutscher Fußballspieler
- Katzer, Wolfgang (* 1950), österreichischer Musikkomiker, Teil von Muckenstruntz & Bamschabl
- Katzgrau, Maria (1912–1998), deutsche Malerin, Grafikerin und Glasbildnerin
- Katzheimer, Wolfgang († 1508), deutscher Maler
- Katzian, Otto (* 1891), österreichischer und Politiker (SPÖ); Vizebürgermeister von Klagenfurt
- Katzian, Wolfgang (* 1956), österreichischer Gewerkschafter und Politiker (SPÖ), Abgeordneter zum Nationalrat
- Katzianer, Hans (1491–1539), slowenischer Adliger und Feldherr der Habsburger
- Katzidis, Christos (* 1969), deutscher Polizist und Politiker (CDU), MdL NRW
- Katzier, Helmut (* 1954), Ingenieur, Autor und Berater
- Katzin, Lee H. (1935–2002), US-amerikanischer Film- und Fernsehregisseur
- Katzinger, Willibald (1949–2019), österreichischer Historiker und Museumsleiter
- Katzir, Aharon († 1972), israelischer Chemiker
- Katzir, Ephraim (1916–2009), israelischer Biophysiker und PolitikerEphraim Katzir (1916–2009)

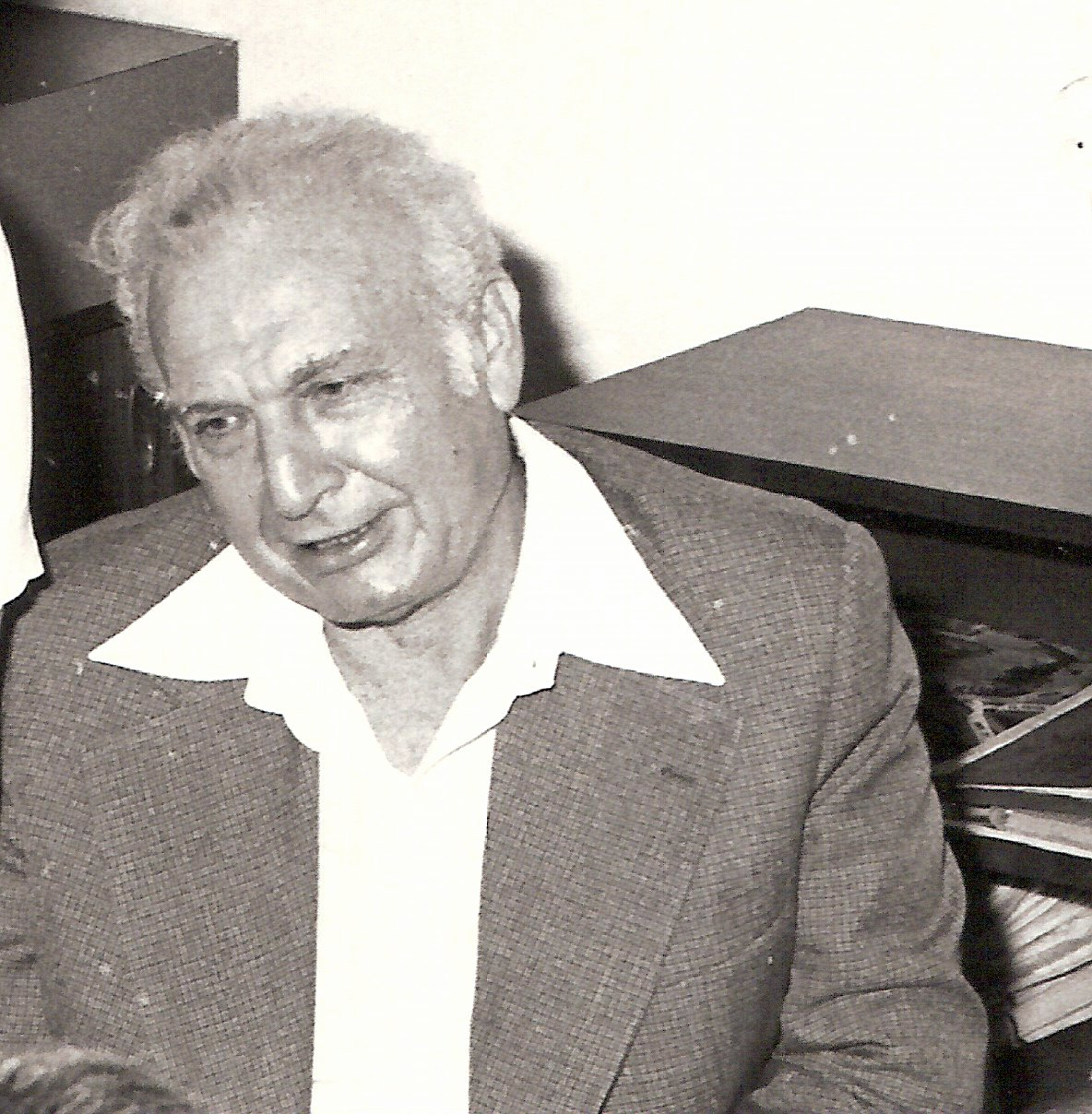
Ephraim Katzir (1916–2009)

- Katzirz, Dávid (* 1980), ungarischer Handballspieler
- Katzka, Gabriel (1931–1990), US-amerikanischer Theatermanager und Filmproduzent
- Katzke, Con, südafrikanischer Sportler, Verkehrsplaner und Politiker
- Katzki, Kate (1910–2002), deutschamerikanische Sozialarbeiterin und Funktionärin verschiedener Hilfsorganisationen
- Katzlberger, Engelbert (1868–1959), österreichischer Landwirt und Politiker, Landtagsabgeordneter
- Katzler, Andreas Georg Friedrich von (1764–1834), preußischer Generalleutnant
- Katzler, Nikolaus Andreas von (1696–1760), preußischer Generalleutnant, Chef des Regiments Gensdarmes und Ritter des Schwarzen Adlerordens
- Katzler, Philipp (* 1981), österreichischer Fußballspieler und -trainer
- Katzler, Vinzenz (1823–1882), österreichischer Maler und Grafiker
- Katzmair, Moritz (* 1984), deutscher Schauspieler und TheaterregisseurMoritz Katzmair (* 1984)

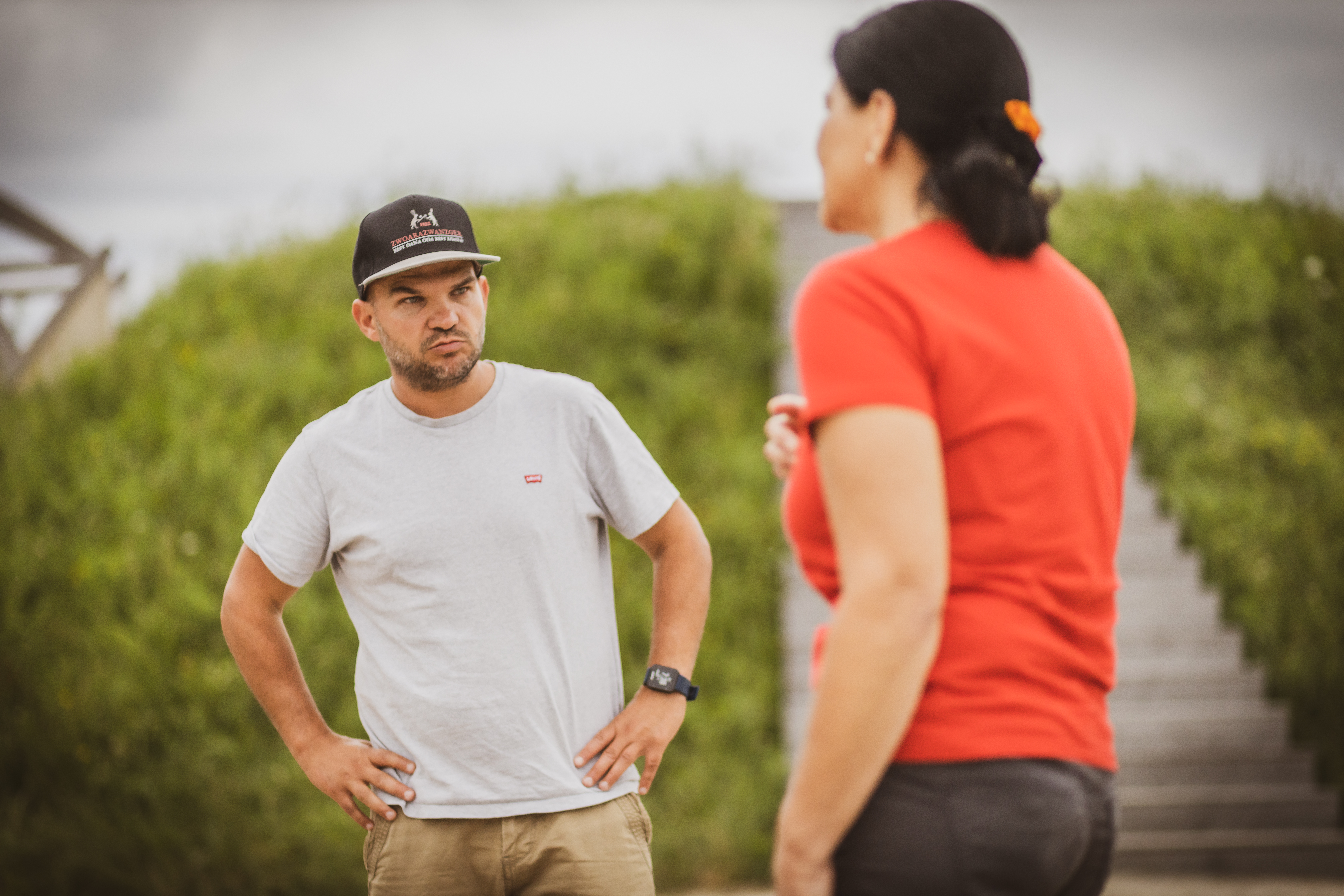
Moritz Katzmair (* 1984)

- Katzman, Bo (* 1952), Schweizer Musiker, Sänger, Lehrer und Leiter des grössten Gospelchors Europas
- Katzman, Lee (1928–2013), US-amerikanischer Jazztrompeter
- Katzmann, Annette (* 1960), dänische Schauspielerin
- Katzmann, Ernst (1897–1968), deutscher Politiker (NSDAP), MdR
- Katzmann, Frederick G. (1875–1953), US-amerikanischer Jurist
- Katzmann, Fritz (1906–1957), deutscher SS-Gruppenführer, Generalleutnant der Waffen-SS (Polizei) und Kriegsverbrecher
- Katzmann, Nosie (* 1959), deutscher Musikproduzent
- Katzmann, Werner (1943–2004), österreichischer Meeresbiologe
- Katzmarek, Gabriele (* 1960), deutsche Politikerin (SPD), MdB
- Katzmarek, Lars (* 1992), deutscher Rapper und Politiker (SPD)
- Katzmarz, Hubert (1952–2003), deutscher Schriftsteller, Herausgeber, Verleger, Übersetzer
- Katzmarzik, Heike (* 1954), deutsche Regisseurin und Drehbuchautorin
- Katznelson, Berl (1887–1944), russischer zionistischer Arbeiterführer und Politiker
- Katznelson, Ira (* 1944), US-amerikanischer Zeitgeschichtler und Politologe
- Katznelson, Yitzhak (* 1934), israelischer Mathematiker
- Katznelson-Shazar, Rachel (1885–1975), israelische Publizistin
- Katzor, Horst (1918–1998), deutscher Ingenieur und Politiker (SPD), Oberbürgermeister von Essen (1969–1984)
- Katzor, Klaus (* 1942), deutscher Badmintonspieler
- Katzouraki, Emmanouela (* 2001), griechische Sportschützin
- Katzow, Hinrich, Patrizier, Bürgermeister von Rostock
- Katzschke, Jan (* 1972), deutscher Kirchenmusiker, Cembalist und Organist
- Katzschmann, Ewald (1913–1994), deutscher Chemiker
- Katzschner, Torsten (* 1973), deutscher Discjockey und Musikunternehmer
- Katzung, Gerhard (1935–2008), deutscher Geologe
- Katzur, Klaus (1943–2016), deutscher Schwimmsportler
- Katzur, Yiftach (* 1958), israelischer SchauspielerYiftach Katzur (* 1958)

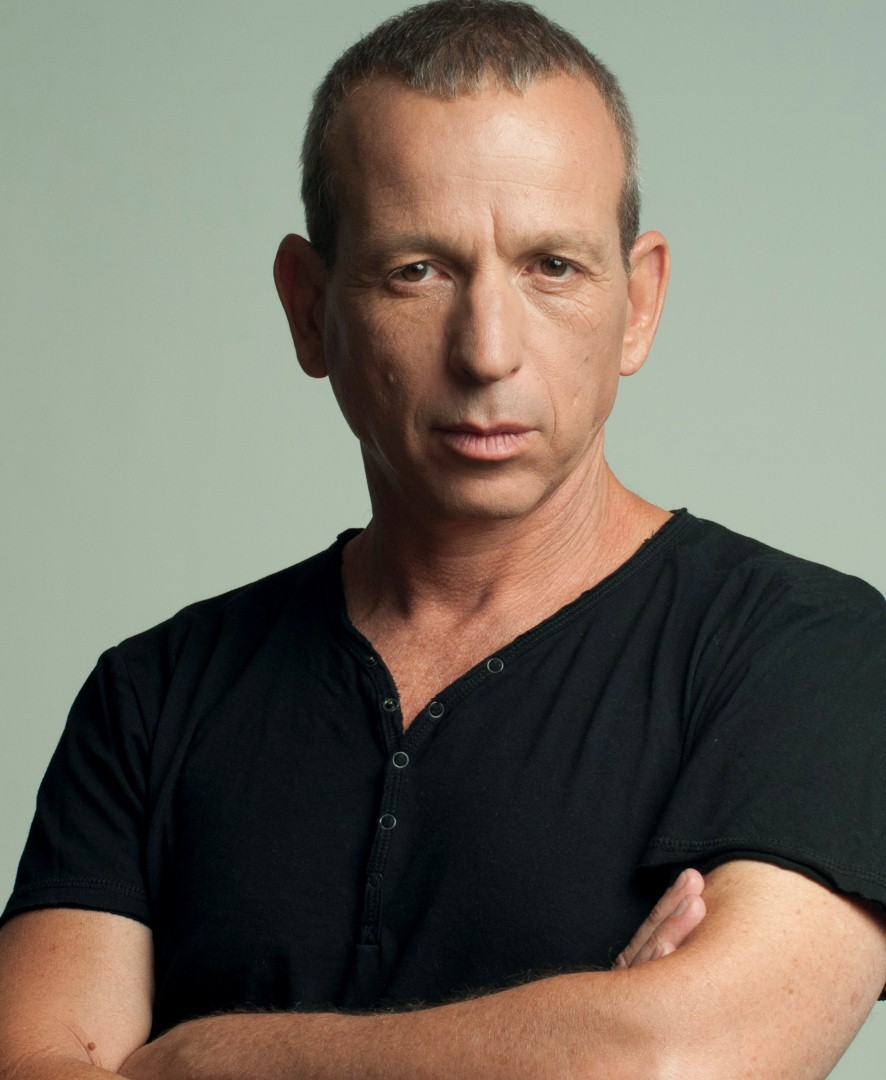
Yiftach Katzur (* 1958)

- Katzurin, Muli (* 1954), israelischer Basketballtrainer
- Katzy, Bernhard (1962–2015), deutscher Diplomkaufmann und Ingenieur
- Katzy, Dietmar (1935–2013), deutscher Politiker (CDU), MdL